# Imperi Rus
L'Imperi Rus (Российская империя (rus), transliteració: Rossískaia Impéria) fou un estat que va existir des del 1721 fins a la declaració de la república l'agost del 1917. Va ser un dels imperis més extensos del planeta després de l'Imperi Britànic i l'Imperi Mongol. El seu territori s'estenia, des de l'expansió iniciada per Pere I fins al regnat de Nicolau II, el darrer tsar, i l'inici de la Revolució Russa de 1917, estenent-se per tant per dos continents. Els seus territoris comprenien des de l'Oceà Àrtic al nord fins a la mar Negra al Sud, i des del mar Bàltic a l'oest fins a l'oceà Pacífic. Entre el 1732 i el 1867 l'Imperi Rus també incloïa Alaska, a l'altra banda de l'estret de Bering.
La capital de l'imperi era Sant Petersburg (després de 1914 rebatejada com a Petrograd). Al final del segle xix la grandària de l'imperi era propera a 22.400.000 km². D'acord amb el cens de 1897 la seva població era de 128.200.000 persones, essent també el tercer imperi més poblat del planeta després de la Xina Quing i l'Imperi Britànic. Tanmateix, la majoria d'ells (93,4 milions) vivien a la Rússia europea. Més de 100 diferents grups ètnics hi vivien plegats (l'ètnia russa era vora el 45% de la població). Afegits a l'actual territori de Rússia, el 1917 l'Imperi Rus incloïa territori dels estats bàltics, Belarús, part de Polònia (Regne de Polònia), Moldàvia (Bessaràbia), el Caucas, Finlàndia la major part de l'Àsia central i una part de Turquia (avui les províncies de: Ardahan, Artvin, Tsolakert, i Kars).
En 1914 l'Imperi Rus estava dividit en 81 províncies (Óblasti) i 20 regions (gubèrnies). Vassalls i protectorats de l'imperi incloïen l'Emirat de Bukharà, el Kanat de Khivà i després de 1914 Tuva.
L'Imperi Rus era una monarquia hereditària liderada per un emperador autocràtic (tsar) des de la dinastia Romanov. El cristianisme ortodox era la religió oficial de l'imperi i era controlada pel monarca a través del Sagrat Concili. Els habitants de l'imperi eren dividits en estrats (classes) com els dvoryanstvo (noblesa), el clergat, comerciants, cosacs i camperols. Els nadius de Sibèria i l'Àsia central foren enregistrats oficialment com a inorodsty (estrangers). El seu escut d'armes era el gran escut de l'Imperi Rus, i l'himne nacional era «Déu salvi al Tsar» (Боже, Царя храни) Després d'enderrocar la monarquia tsarista durant la Revolució de Febrer el 1917, Rússia va ser declarada República sota un Govern provisional

## Etimologia
El territori controlat per la Dinastia Romanov a Europa oriental fins al segle xvii s'anomenava "Moscòvia". Abans de la proclamació de l'Imperi Rus en 1721, es deia popularment "Rússia" (s. XVII en rus Русія o Росія), aparentment per influència del grec Ρωσια (Rosia), la nació eslava que existia abans de l'arribada dels mongols, la Rus (Русь). Mentre els russos sempre van considerar "Rus" un nom per a ells i la seva nació, alguns intel·lectuals ucraïnesos moderns qüestionen l'exactitud del terme. En l'ortografia moderna és Россия (amb c doble), que és oficial des de 1713. (El 1918 no es distingia entre и i і, però actualment sí. El rus no té "i", però l'ucraïnès sí.)

## Història

### Pere el Gran i el Gran Imperi Rus

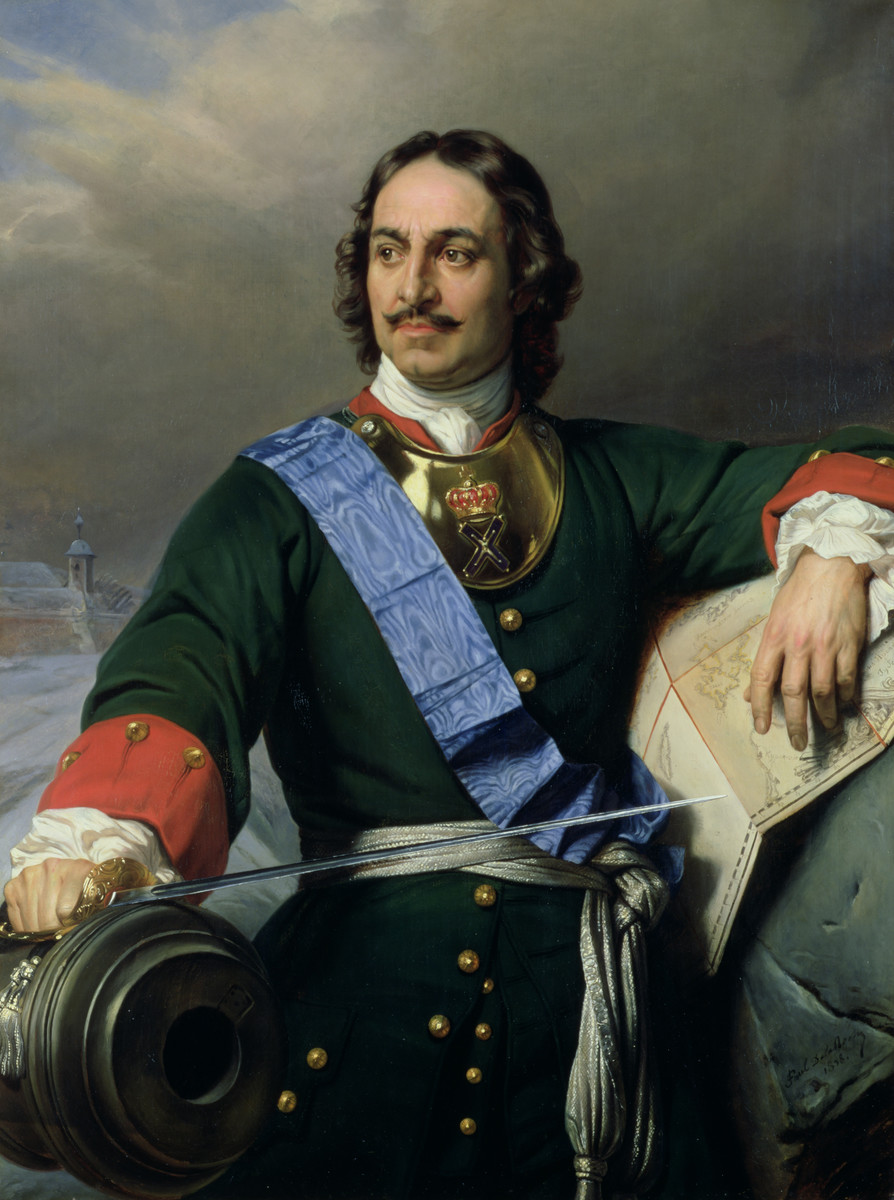
Pere el Gran

Pere, fill del segon matrimoni del tsar Aleix, fou el primer a ser relegat en política. Com diverses faccions de la cort van lluitar per a controlar el tron, Aleix fou succeït pel fill del seu primer matrimoni, Teodor III, un noi malaltís que va morir en 1682. Com a resultat de la Revolta Streltsy, Pere va ser fet cotsar amb el seu mig germà, Ivan, però la mig-germana de Pere, Sofia, va mantenir el veritable poder. Ella va regnar mentre el jove Pere jugava jocs de guerra i cavalcava a la Caserna alemanya de Moscou. Aquestes experiències el van dur a un fort interès en la pràctica militar d'occident, particularment en l'enginyeria, artilleria, navegació i construcció de vaixells. El 1691, usant tropes amb les quals s'havia entrenat durant els seus jocs de guerra, va planejar destronar Sofia. Quan Ivan V va morir el 1696, Pere esdevingué l'únic tsar.
La Guerra va dominar la major part del seu regnat. Al principi Pere va intentar assegurar les fronteres meridionals dels tàtars i l'Imperi Otomà. Les seves campanyes a un fort en el mar d'Azov van fallar inicialment, però, després d'embarcar-se amb la seva nova armada dissenyada per ell, Pere va poder capturar l'important fort d'Azov el 1696. Per a continuar amb la guerra contra l'Imperi Otomà, Pere va viatjar a Europa cercant aliats. Va ser el primer tsar a fer aquest viatge. Pere va visitar Brandenburg, els Països Baixos (en els quals en veure la seva bandera, es va inspirar per a fer un esbós per a la seva, la qual serà usada fins a 1914), Regne Unit, i el Sacre Imperi Romanogermànic, durant l'anomenada Gran Ambaixada. Pere va aprendre molt i enllistà centenars d'especialistes tècnics. L'ambaixada va ser curta per l'intent de Sofia de reemplaçar-lo en el tron, amb una revolta que va ser aixafada per Pere i els seus seguidors. Com a resultat van haver centenars de participants morts o torturats i Pere va fer exposar públicament els seus cossos per a advertir els altres, cosa per la qual va ser considerat un "salvatge".

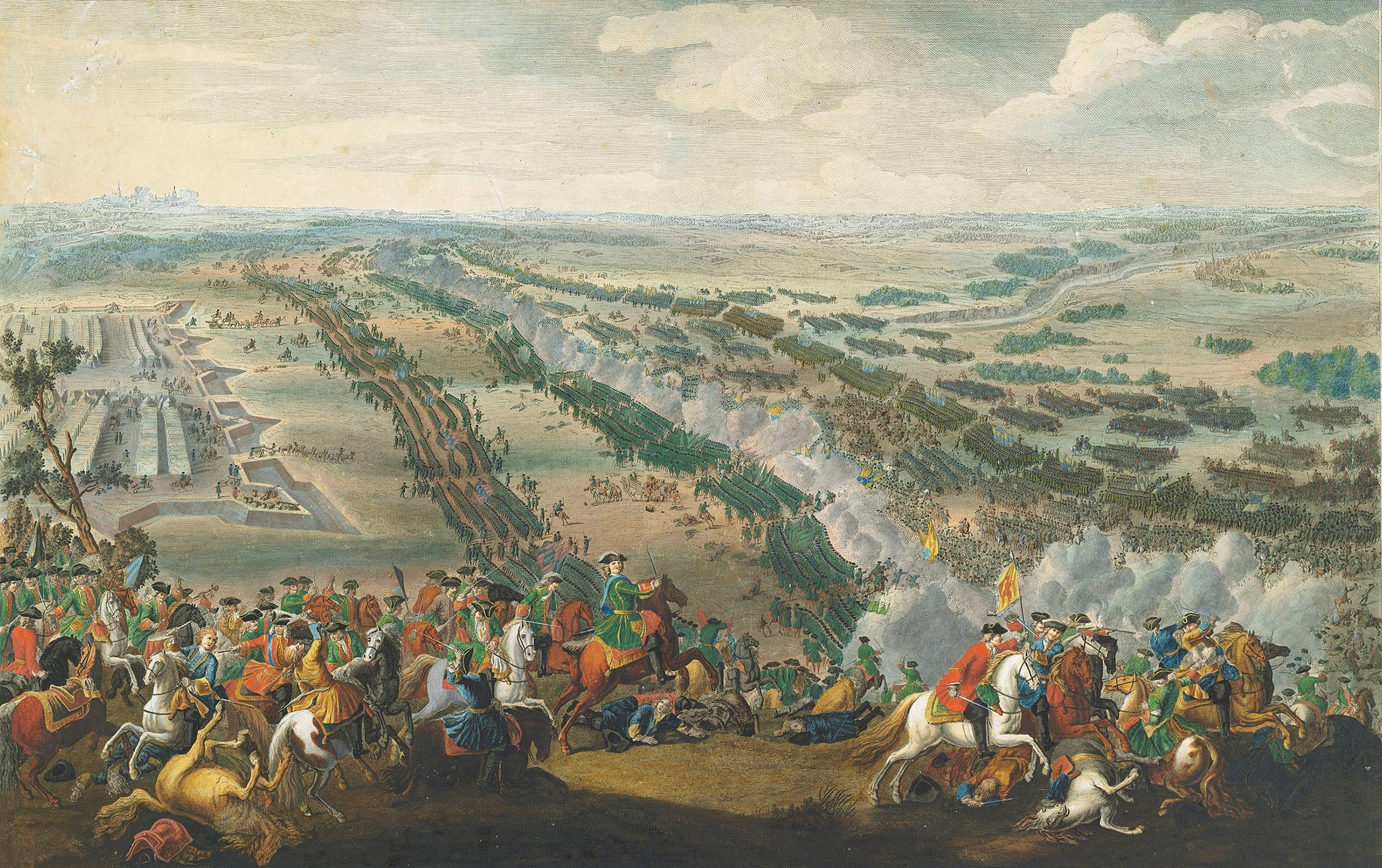
Batalla de Poltava

Pere va fracassar en la coalició europea contra l'Imperi Otomà, però durant els seus viatges va trobar interès a començar una guerra contra Suècia, un fort poder a Europa del Nord. Veient una oportunitat per a entrar en el Mar Bàltic, Pere va fer la pau amb l'Imperi Otomà el 1700 i després atacà els suecs (Batalla de Narva (1700)) en les seves posicions del port de Narva al Golf de Finlàndia. Encara que les tropes del jove rei Carles XII de Suècia van aixafar l'exèrcit de Pere, Carles no va seguir la seva victòria amb una contraofensiva, i es va enredar en les guerres amb Polònia.

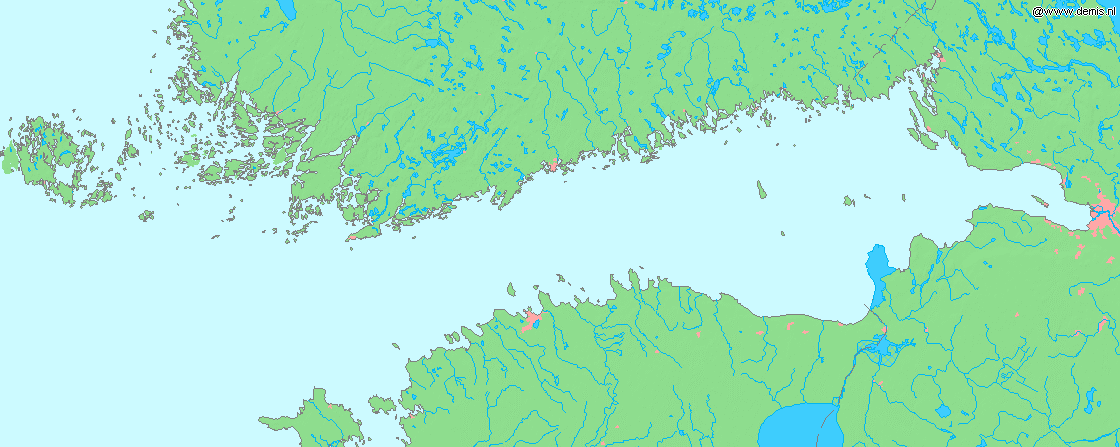
Golf de Finlàndia

 Aquesta negligència va permetre Pere armar un nou exèrcit, combinant les fortaleses del seu imperi i les d'occident. Quan els dos líders es van enfrontar una altra vegada a Poltava en 1709, Pere va derrotar Carles. Quan aquest últim va escapar a territori otomà, Pere va entrar de nou en guerra amb l'Imperi Otomà. El tsar va estar d'acord en retornar el port d'Azov als otomans el 1711. La Gran Guerra del Nord, que en essència va ser a Poltava, va continuar fins a 1721, quan els suecs van decidir signar el Tractat de Nystad. El tractat va permetre retenir els territoris obtinguts per Rússia: Livònia, Estònia, i Íngria. Mitjançant aquesta expansió territorial, Pere va adquirir un enllaç directe amb Europa Occidental. Després d'això, Pere va assumir el paper d'"emperador" (императoр) i tsar del Gran Imperi Rus que fou proclamat el 1721.
Pere va aconseguir l'expansió de Rússia i la seva transformació en imperi, sota certes iniciatives majors. Ell va establir les forces navals russes, va reorganitzar l'exèrcit mitjançant el sistema europeu, va organitzar racionalment el govern, i va mobilitzar el finançament per als recursos humans. Sota Pere, l'exèrcit que es va reclutar fou sota condicions de treball per a tota la vida, incloent-hi els oficials de la reialesa, els quals participaven en treballs d'administració civil o militar. El 1722 Pere va introduir la Taula de Rangs que determinava la posició o estatus de la persona en el seu servei al tsar, ja fos plebeu o noble.
La reorganització de l'estructura governamental no va poder ser menys minuciosa. Va reemplaçar els prikaz i (buròcrates) per un cos col·legiat i va crear un senat per a coordinar les polítiques del govern. Les seves reformes van permetre que els governs locals recaptessin impostos i tinguessin poder per mantenir l'ordre. Com a part de les reformes del govern, l'Església va ser parcialment incorporada a l'estructura administrativa de l'estat. Pere va abolir el Patriarcat i el va reemplaçar per un cos col·lectiu, el Sant Sínode, dirigit per un oficial governamental. Amb tot això va aconseguir transformar l'imperi en un estat absolutista amb el tsar al capdavant.
Pere triplicà els ingressos de la tresoreria estatal amb una quantitat moderada d'impostos. Va imposar un sondeig d'impostos en tots els homes excepte clergues i nobles. També va gravar amb impostos l'alcohol, la sal, i fins i tot per fet de portar barba. Per a proporcionar armes i uniformes als seus soldats, va desenvolupar indústries metal·lúrgiques i tèxtils.

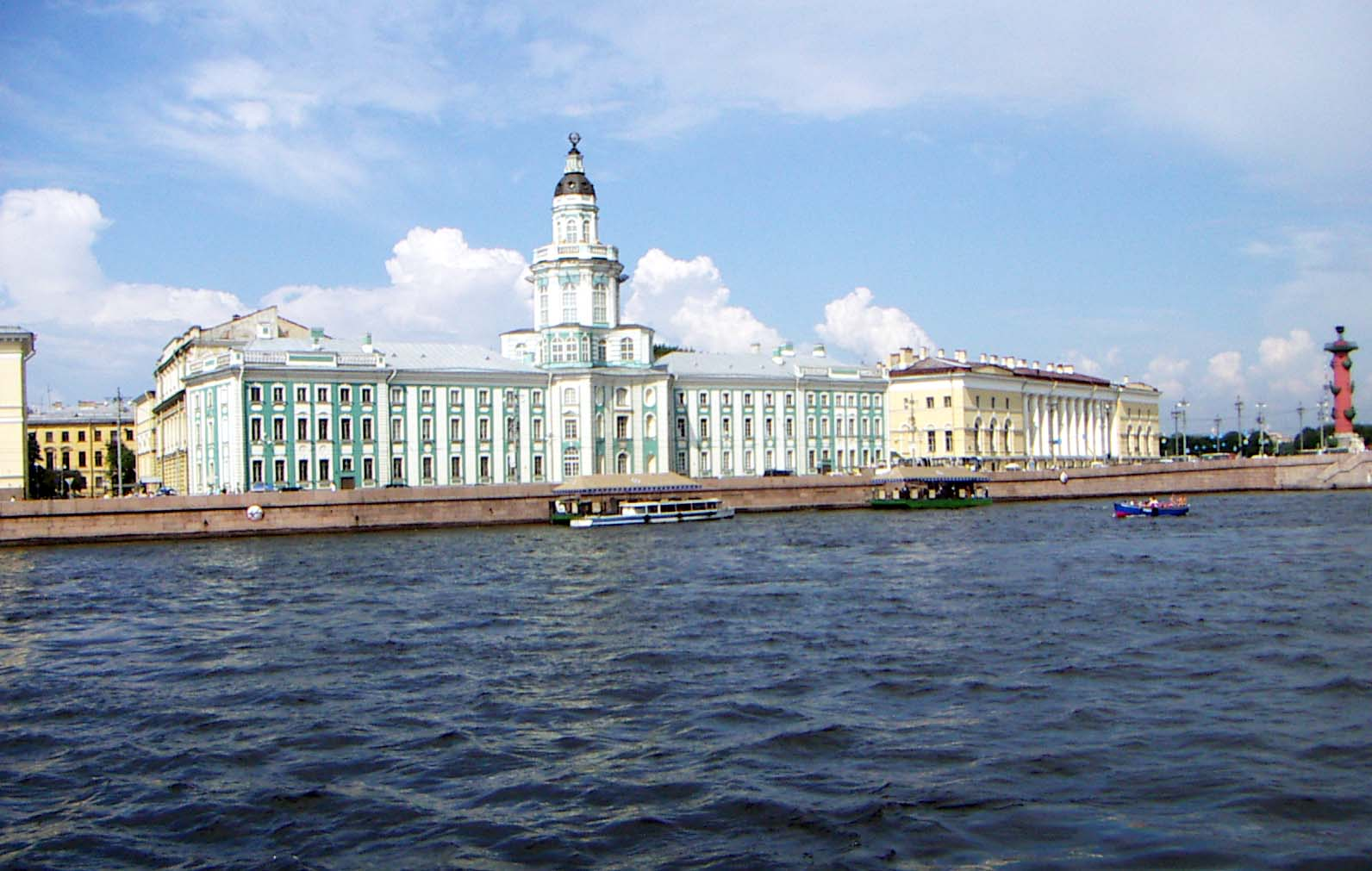
Acadèmia russa de les arts

Pere volia equipar Rússia amb tecnologia moderna, institucions i idees. Va dotar d'una educació occidental a tots els nobles i a més va crear el que va anomenar escoles naturals on s'estudiava escriptura russa i aritmètica bàsica. També va establir una impremta i va fundar l'Acadèmia russa de les Ciències, la qual va ser inaugurada just abans de la seva mort el 1725 i es va convertir en una de les majors institucions de cultura de la Rússia Imperial. També va recomanar que els russos adquirissin roba, gustos per l'art i costums d'occident. El resultat va ser un aprofundiment en l'esquerda cultural entre la noblesa i les masses. La millor il·lustració de l'occidentalització de Pere, fou la seva ruptura amb les velles tradicions i els seus mètodes occidentals en arquitectura, que el van dur a la construcció de la nova capital, San Petersburg, el 1703. Situada en la nova terra aconseguida en la guerra amb Suècia, en la qual va ser ajudat per Dinamarca-Noruega, Polònia-Lituània i Saxònia, al Golf de Finlàndia. Encara que San Petersburg va assumir la seva occidentalització, aquesta va ser forçada, per la qual cosa no va poder demostrar la seva individualitat, que Pere tant desitjava.

### L'era de les revolucions en el palau

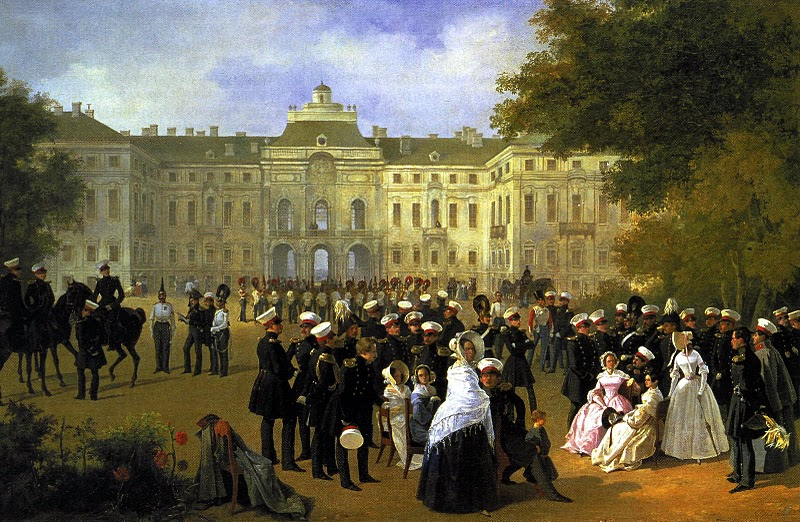
Guàrdies Lieib en la recepció del Strelna.

Pere canvià les regles de successió al tron després que exiliés el seu fill, Alexis, que s'havia oposat a les reformes del seu pare presentant-se com a líder dels grups antireformistes. Una nova llei expedida per Pere I atorgava al tsar la decisió de triar el seu successor, però Pere no va fer-ho abans de la seva mort el 1725. En les dècades que van seguir, l'absència de regles per a la successió deixà la monarquia oberta a intrigues, complots, i diversos cops d'estat. Des d'ara el factor crucial per a obtenir el tron fou el suport de la guàrdia d'elit del palau a San Petersburg. Després de la mort de Pere, la seva esposa, Caterina I de Rússia, va prendre el tron. Però quan ella va morir el 1727, el net de Pere, Pere II, va ser coronat tsar. El 1730 Pere II va morir de verola, i Anna, filla d'Ivan V, qui havia estat cotsar amb Pere, va ascendir al tron. El Consell Suprem Imperial que va col·locar Anna al tron, però, li va imposar moltes condicions. En la seva lluita contra aquestes restriccions, Anna va haver de donar suport als nobles que temien que l'oligarquia regnés sobre l'autocràcia. Així el principi de l'autocràcia va rebre gran suport en aquest caòtic conflicte al tron.

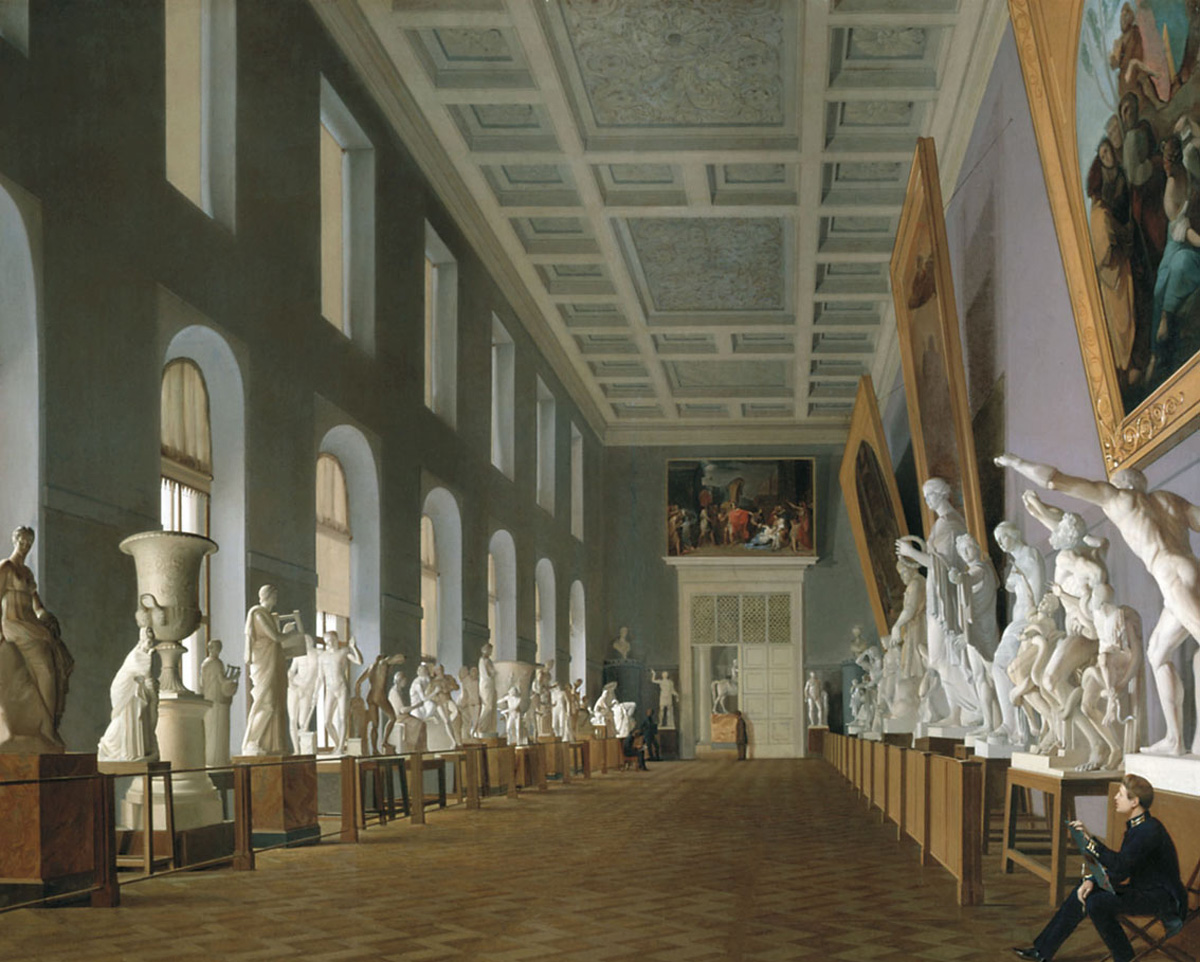
Segona galeria a l'acadèmia d'arts, 1836.

Anna va morir el 1740 i el seu besnet  Ivan, que era un nadó de poques setmanes, va ser proclamat emperador. Després de diversos intents de cops d'estat, fou substituït per la segona filla de Pere, (r. 1741-1762). Durant el govern d'Elisabet, que fou molt més efectiu que el dels seus predecessors immediats, va emergir una "occidentalització" de la cultura russa. Entre els esdeveniments culturals més destacats es troba la fundació de la Universitat de Moscou en 1755 i l'Acadèmia de les arts fines en 1757 i l'aparició del primer científic i geògraf rus, Mikhaïl Lomonóssov.
Durant el regnat dels successors de Pere, Rússia tingué una participació a Europa molt més important. Des de 1726 fins a 1761, Rússia fou un aliat d'Àustria contra l'Imperi Otomà al qual França de tant en tant donà suport. A la Guerra de Successió de Polònia (de 1733 a 1735), Rússia i Àustria bloquejaren el candidat al tron polonès. En una costosa guerra amb l'Imperi Otomà (1735-1739), Rússia readquirí el port d'Azov.

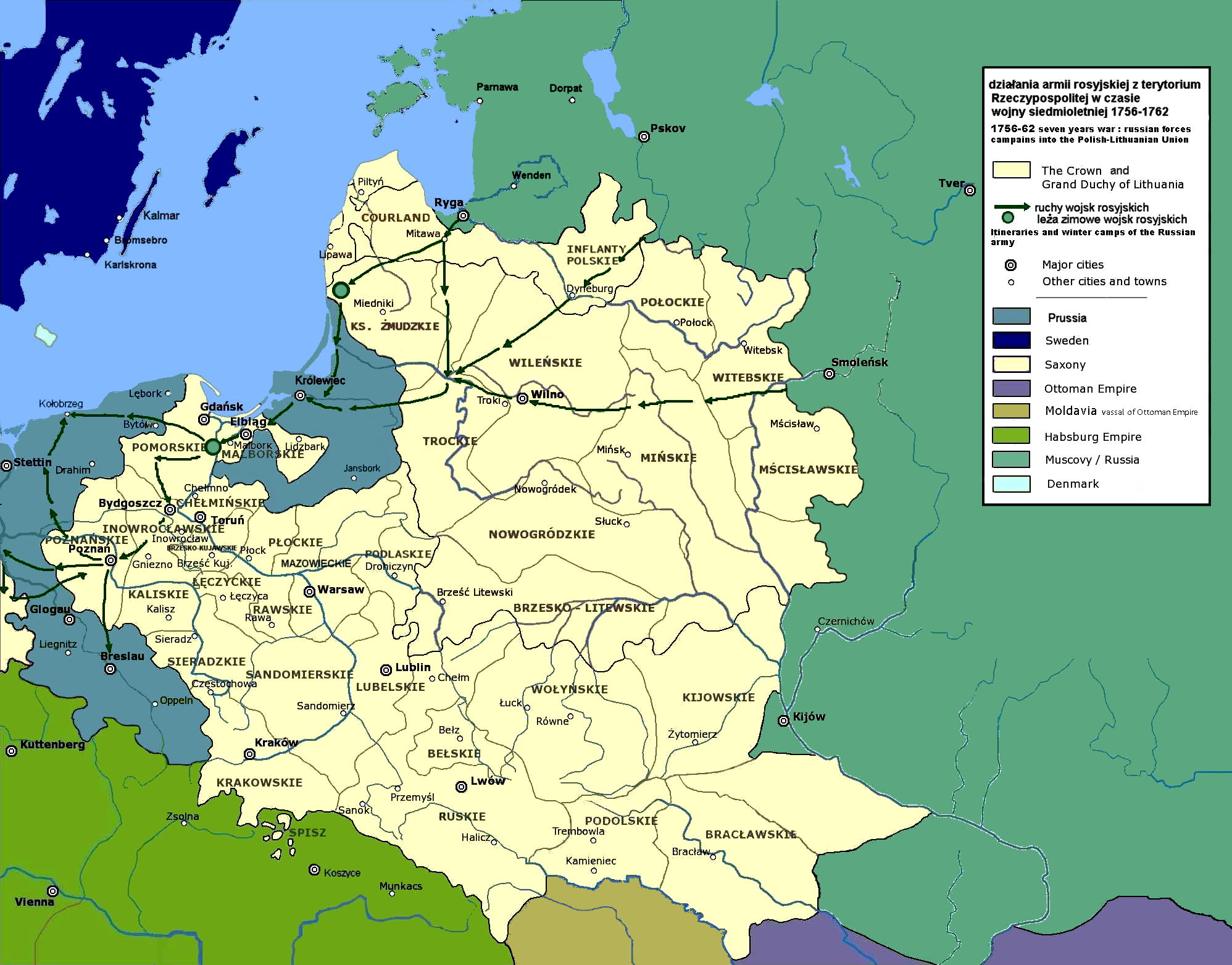
operacions de l'exèrcit rus en la guerra dels set anys 1756-1762

L'abast més gran que Rússia va tenir amb Europa fou en la Guerra dels Set Anys (1756-1763), que es va lluitar en tres continents, entre França, l'Imperi Britànic i nombrosos aliats dels dos bàndols. En aquesta guerra, Rússia continuà la seva aliança amb Àustria, però Àustria va canviar a una aliança amb França en contra de Prússia. Elisabet va enfrontar-se a Prússia per una aversió personal a Frederic el Gran i el 17 de maig de 1757 l'exèrcit rus, de 85.000 homes va avançar contra Königsberg comandats per Stepan Fiodorovich Apraksin, i van assetjar Memel, una de les fortaleses més fortes de Prússia i després de cinc dies de bombardeig d'artilleria van assaltar-lo i utilitzar Memel com a base per envair Prússia Oriental i vèncer en la batalla de Gross-Jägersdorf el 30 d'agost de 1757 però no van poder prendre Königsberg en haver esgotat les municions d'artilleria i es van retirar. Al gener de 1758, els russos van envair Prússia Oriental, on la província, gairebé desproveïda de tropes, va oposar poca oposició i el 25 d'agost en la batalla de Zorndorf un exèrcit prussià de 35.000 homes comandat pel propi Frederic va lluitar contra un exèrcit rus de 43.000 comandats pel comte William Fermor i els russos acaben per retirar-se del camp de batalla. Els russos van fracassar en un intent de prendre Kolberg, a Pomerània, als prussians. Malgrat que Frederic II va perdre la meitat de l'exèrcit en la batalla de Kunersdorf contra un exèrcit russo-austríac comandat per von Daun, els desacords amb els austríacs sobre la logística i els subministraments van fer que els russos es retiressin cap a l'est una vegada més, permetent finalment a Frederic reagrupar les seves forces destrossades. Els russos sota el general Pyotr Saltykov i els austríacs sota el general von Lacy van ocupar breument Berlín, a l'octubre, però no la van poder retenir durant molt de temps, tot i això la caiguda de la capital prussa a mans de russos i austríacs va suposar un gran cop per al prestigi de Frederic. A finals de 1761, Prússia va patir un contratemps crític quan els russos sota Zakhar Txernixov i Piotr Rumiàntsev van assaltar Kolberg a Pomerània, el seu darrer port al Bàltic i serviria proveir els seus exèrcits a Europa central per mar, considerablement més ràpid i segur doncs la cavalleria prussiana no podia interceptar vaixells russos al Bàltic i canviant l'equilibri de poder de manera decisiva contra Prússia, que no podia destinar tropes per protegir la seva capital. Afortunadament per a Prússia, Elisabet va morir el 1762, i el seu successor, Pere III, va aliar Rússia amb Prússia per la seva devoció al rei prussià Frederic el Gran.

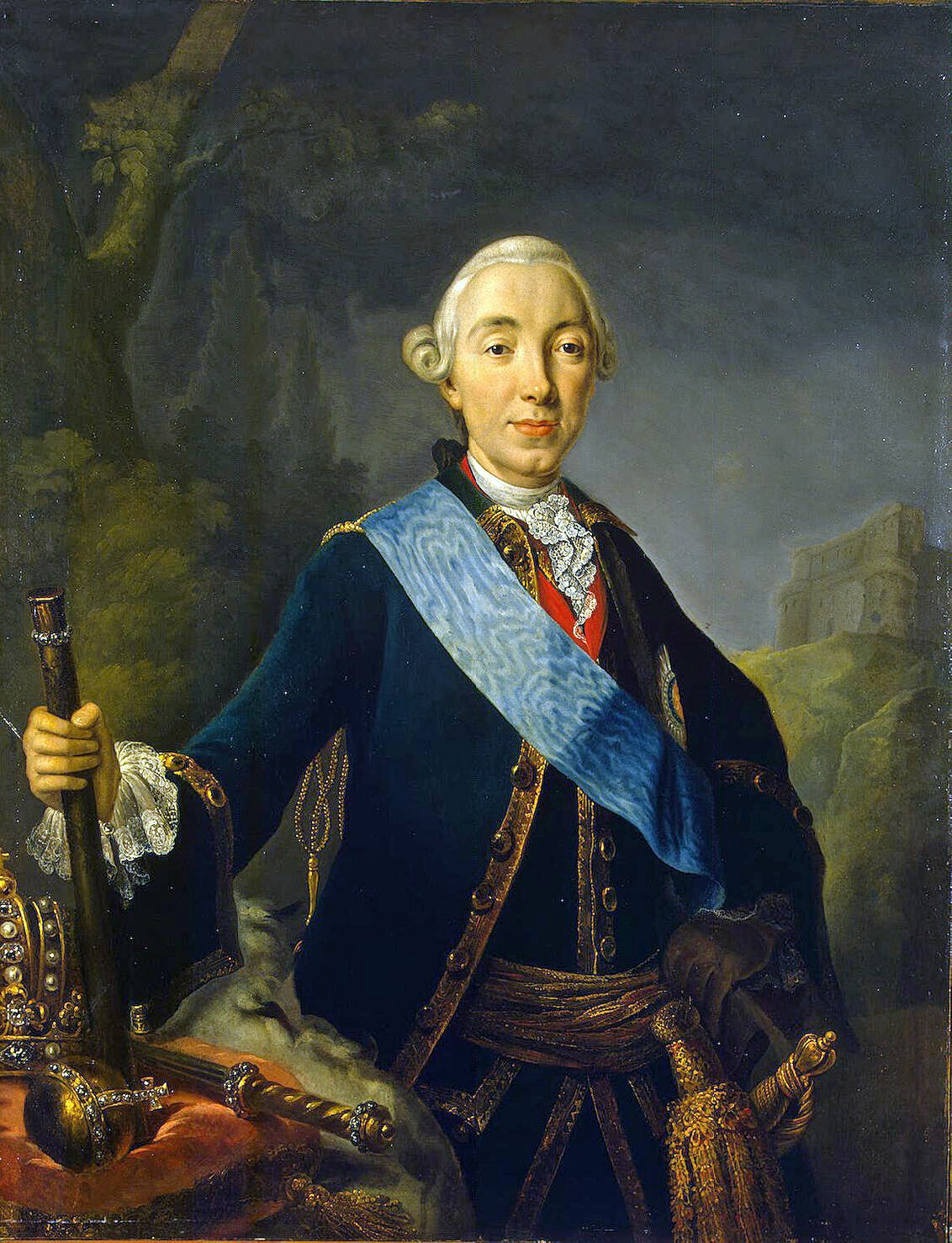
Retrat de Pere III de Rússia, per Lucas Conrad Pfandzelt

Pere III va tenir un regnat curt i impopular. Encara que era net de Pere el gran, el seu pare era duc de Holstein-Gottorp, per la qual cosa Pere III va ser criat en una família luterana i els russos el consideraven estranger. No fent-ne cas i sense ocultar el seu concepte de Rússia, creà un gran ressentiment forçant maniobres militars prussianes dins la milícia russa, atacant l'Església Ortodoxa Russa i privant Rússia d'una gran victòria que canviaria la història de Rússia i del món en establir una sobtada aliança amb Prússia pel Tractat de Sant Petersburg. Fent ús del seu descontentament i tement per la seva pròpia posició, l'esposa de Pere III, Caterina, va deposar el seu marit en un cop d'estat. Pere va morir a mans de l'amant de l'emperadriu Alexis Orlov i així, el juny de 1762 Caterina es va convertir en la nova tsarina.

### Expedicions Oceàniques
Pere I llegà la flota russa als seus successors, els quals a excepció de Caterina I i Pere III no hi van mostrar interès. Durant les dècades que van seguir la seva mort el 1725, semblava inconcebible per als successors de Pere que una exhibició de vaixells de guerra fos la millor manera de demostrar el poder i la importància de Rússia al món. No era prudent mantenir una flota de trenta naus en línia i centenars de naus complementàries doncs no hi havia cap propòsit immediat d'atac o defensa; la despesa de guardar aquesta força en flotació esgotaria el fons monetari de l'estat. La Gran Guerra del Nord, que va durar vint-i-un anys, havia servit ja per a esgotar els recursos i la Hisenda russa. Per tant, un període de la reducció amb relació a les despeses de la flota va seguir la mort de Pere i va anar acompanyada d'una forta reducció en la construcció de noves naus i en el nombre de mariners i oficials. L'escola nàutica i l'acadèmia marítima que Pere havia fundat, no obstant això, van continuar prosperant. Els seus estudiants i graduats van preservar les tradicions de la navegació russa durant el regnat de Pere i dels seus successors. A partir de 1716 a 1719 els russos van navegar en una gran lodià el tram des d'Okhotsk a Kamtxatka, en el territori que havia estat explorat per Vladimir Atlasov a final del segle xvii. Els graduats de 1720 a l'Acadèmia Marítima, el navegador geodèsic Ivan Jevreinov i Fiodor Luzhin, exploraren i van fer el mapa de les catorze illes Kurils.
La informació que portaren esdevindria la base per a l'expedició ben coneguda de Vitus Bering. Durant l'hivern gelat de 1724, Bering arribà a Kamtxatka per terra i amb vela, fent servir les naus construïdes allí, "al llarg de la terra que condueix al nord... per a buscar el lloc on aquesta terra ha convergit amb Amèrica... " L'objectiu principal dels navegants russos era trobar un pas de Rússia cap a l'Índia i la Xina a través de l'oceà àrtic. De 1728 a 1729 Bering navegà a través del nord amb el Sant Gabriel (vaixell de Bering). Entumit pel fred vent polar, el Sant Gabriel i el seu equip van passar per l'estret entre Àsia i Amèrica. Així, aquesta ruta va ser descoberta per segona vegada. Les descripcions finals del descobriment van ser compilades després pels navegadors Ivan Fiodorov i Mikhail Gvozdev, que van planejar la ruta de la seva exploració el 1732. L'estret en si mateix i el mar al sud d'aquest van ser nomenats en l'honor del capità Bering. L'expedició de Bering va descobrir i va explorar la ruta de mar entre l'Oceà Pacífic i el mar d'Okhotsk via la primera expedició en el Canal de Kuril. Bering va registrar curosament per a les generacions futures de cartògrafs el sud-est i les costes del sud-oest de la península de Kamtxatka i possiblement van provar d'una vegada per sempre la no existència de les terres llegendàries a l'est i al sud de Kamtxatka. Durant la seva primera expedició de Kamtxatka Bering no va poder trobar la ruta cap a la Xina i a l'Índia. Per tant, el 1733 el govern de l'emperadriu Anna I de Rússia decidí organitzar una exploració sense precedents de les costes septentrionals de Sibèria i del llunyà orient. Bering va ser acompanyat en aquesta expedició per Alexei Txirikov, el primer a bord del Sant Pere i el segon a bord del Sant Pau. Les altres separacions van ser deixades de banda per a centrar-se en dos objectius: (1) la ruta cap al Japó al llarg de les illes Kurils i per a (2) explorar la costa de l'oceà àrtic. La direcció general de l'expedició va ser confiada al col·legi del Ministeri de marina.
Les naus precisades en les seves expedicions van començar un seguit de descobriments sorprenents. L'expedició 1736-1737 a càrrec del tinent Stefan Maligin va rodejar la península de Iamal i va arribar a l'estuari del riu Obi. L'expedició del tinent Dmitri Ovtsin fou enviada més lluny cap a l'est, navegant des de l'estuari Obi al Ienissei i després cap a la costa de la península de Gidansk. Els tinents Vasili Prontxishtxev i Hariton Laptev van explorar la costa de la península de Taimir i de l'Estuari del Lena. El navegant d'aquesta expedició, Semion Txeluskin, va descobrir i va descriure l'extremitat nord del continent asiàtic. Finalment, Petr Lasinius i Dmitri Laptev van navegar al llarg del marge siberià de l'estuari del Lena al Kolimà. A causa de la seva magnitud, aquest viatge fou anomenat la gran expedició del nord. Moltes àrees geogràfiques i aigües van rebre el nom dels oficials russos que les van navegar per primer cop i així se'ls va retre homenatge: els estrets de Malygin i d'Ovtsin, de la costa de Prontxishtxev, del cap Txeluskin i del mar de Laptev.
Al començament de l'estiu de 1741 dos vaixells, el Sant Pere i el Sant Pau, van sortir del tranquil port de Petravlosk a les illes de Pere i Pau, que havien estat descobertes durant la primera expedició de Kamtxatka, i, sota comandament de Bering i de Txirikov, les naus van arribar al continent nord-americà. Desafortunadament, la segona expedició de Kamtxatka era l'última de Bering. En tornar de la costa d'Alaska el Sant Pere va naufragar prop d'una de les illes del Comandant. En aquesta illa, Bering hi va caure malalt i va morir. No obstant això, com a resultat de la seva segona expedició de Kamtxatka, la costa del nord-oest d'Amèrica va ser explorada tan bé com les illes Aleutianes i del Comandant, això donà a Rússia la possessió d'Alaska, que 126 anys després, el 1867 fou venuda als Estats Units d'Amèrica. El 1738 les naus del capità Martin Spanberg van ser les primeres a arribar a les costes del nord-est de Sakhalín i del Japó, en la gran illa de Hokkaido. La informació recollida durant la seva expedició va ajudar a la compilació per a la porció de l'est del mapa general de l'Imperi Rus, elaborat el 1745.

### Expansió Russa sota Caterina II

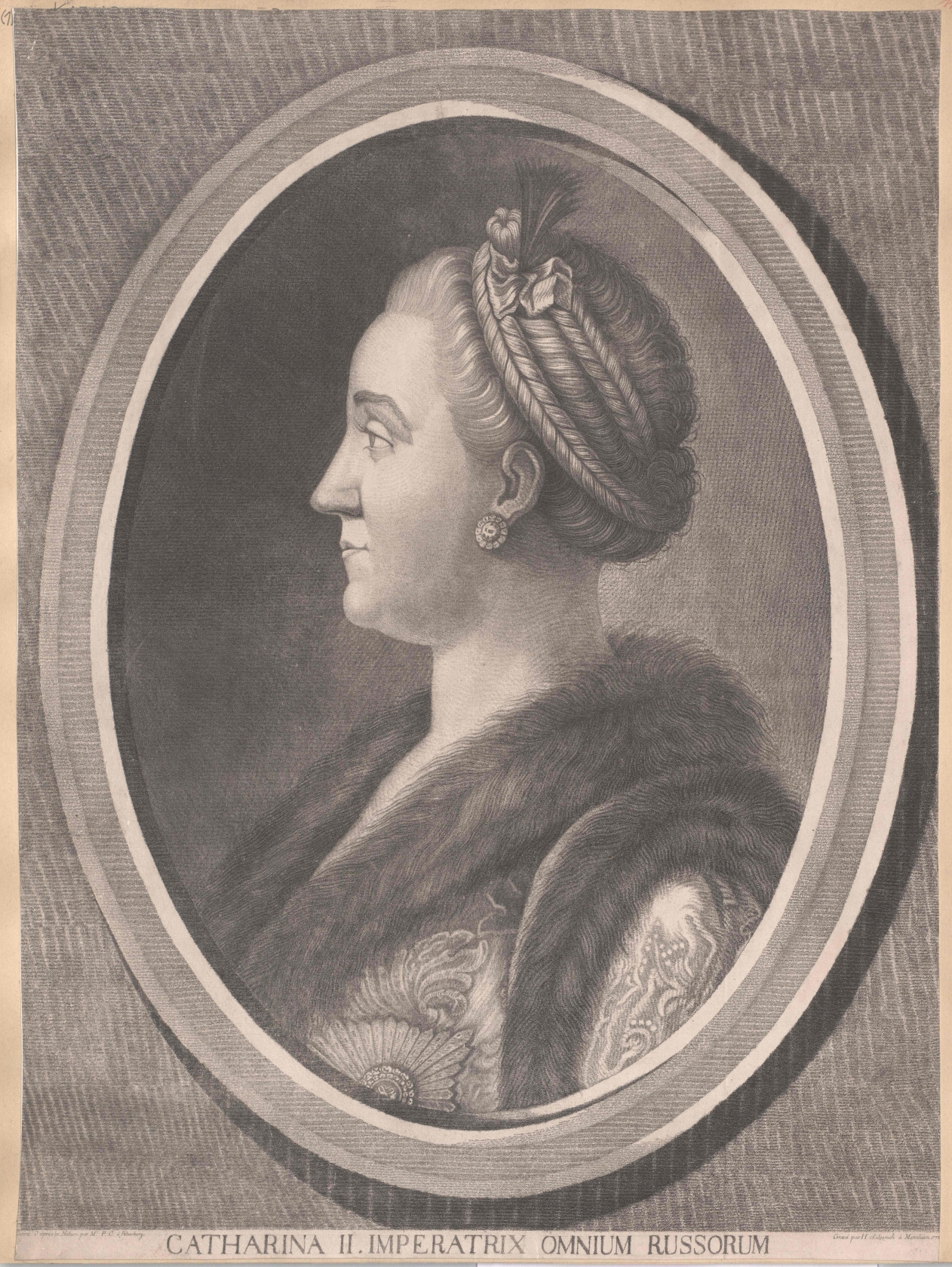
Caterina la Gran

L'expansió imperial del regnat de Caterina II, va aportar a l'imperi territoris nous al sud i a l'oest. Després de la Guerra de Crimea amb l'Imperi Otomà el 1768, Rússia va incorporar les parts convingudes al tractat de Kuchuk-Kainarji el 1774. Per aquest tractat, Rússia va aconseguir obertura a la mar Negra, i el Kanat de Crimea esdevingué un estat independent dels otomans. El 1783 Catalina va annexar Crimea, causant la següent Guerra russoturca amb l'Imperi Otomà, que va començar el 1787. Amb el tractat de Iași el 1792, Rússia amplià els seus territoris fins al riu Dnièster. Els termes del tractat van rebaixar força els objectius del projecte "grec" de Caterina: L'expulsió dels otomans d'Europa i la renovació de l'Imperi Romà d'Orient sota control rus. L'Imperi Otomà ja no va ser una amenaça seriosa per a Rússia, d'altra banda, els governants russos es van veure forçats a tolerar l'augment de la influència russa als Balcans.
També Caterina va ser la responsable de l'extensió territorial cap a l'oest causant el repartiment de Polònia. Polònia formava part d'una confederació que al llarg del xviii va haver d'afrontar problemes interns i períodes d'anarquia. Això va fer que cadascun dels seus veïns, Rússia, Prússia i Àustria, intentessin col·locar el seu propi candidat al tron polonès. El 1772 aquests tres països van acordar una partició inicial del territori polonès, per la qual Rússia va rebre parts de Belarús i Livònia. Després de la partició, Polònia va iniciar un programa extens de reformes, que va incloure una constitució democràtica, fet que va alarmar faccions reaccionàries a Polònia i a Rússia. Usant el perill del radicalisme com a excusa, les tres potències anul·laren la constitució i el 1793 Polònia va tornar a perdre territori. Aquesta vegada Rússia va obtenir la majoria de Belarús i Ucraïna a l'oest del riu Dnièper. La partició de 1793 va provocar una revolta de moviments anti-russos i anti-prussians a Polònia, que va acabar amb la tercera partició del 1795. Conseqüentment Polònia va desaparèixer del mapa polític internacional. La Guerra de Finlàndia comportà la incorporació a l'imperi dels territoris orientals de Suècia, que es convertiren en el Gran Ducat de Finlàndia de la Rússia Imperial.

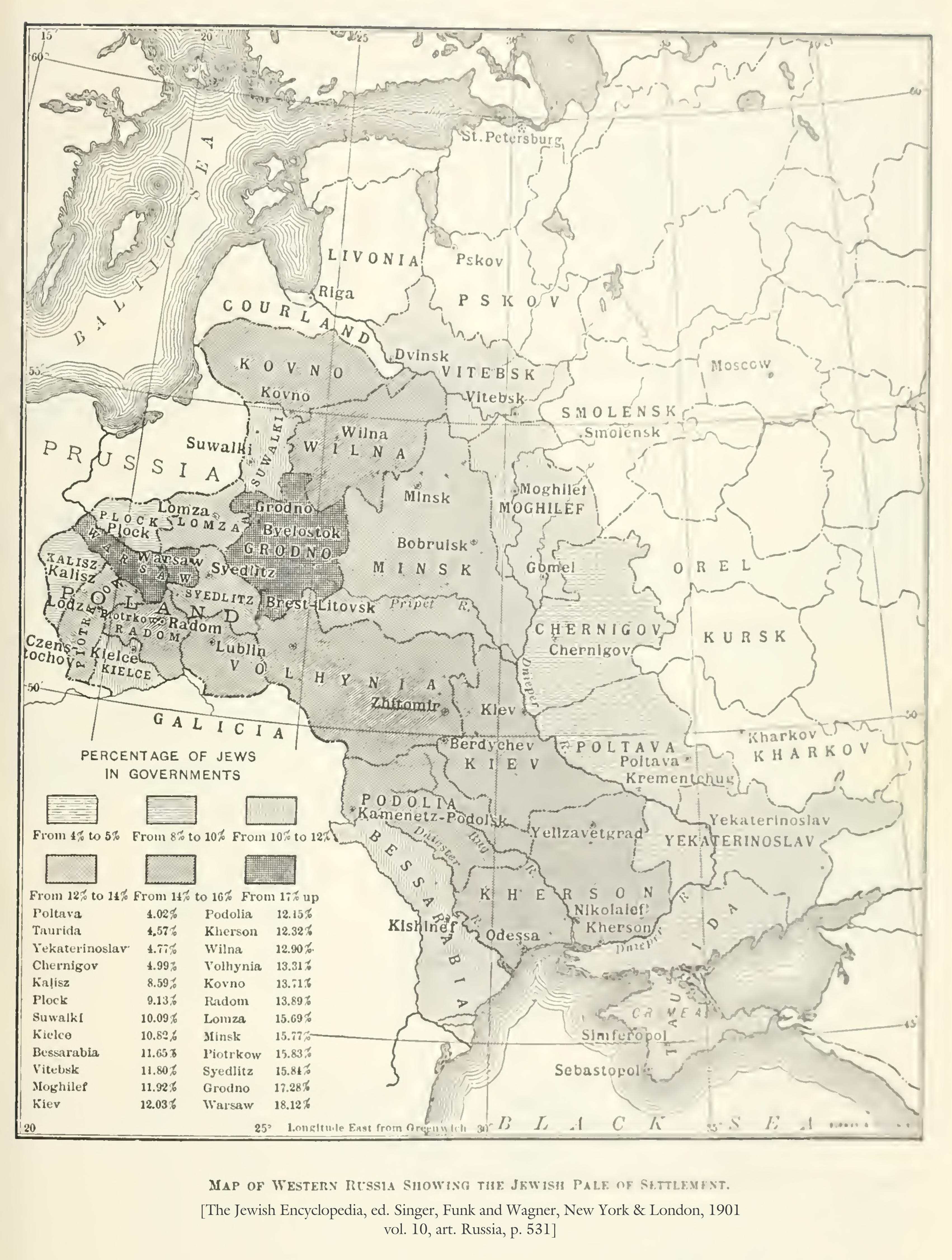
Mapa de la demarcació jueva

Encara que el repartiment de Polònia va augmentar molt el territori i el prestigi de Rússia, també va crear noves dificultats. Perdre Polònia com a mitjancer suposà a Rússia haver de compartir fronteres amb Prússia i Àustria. A més, l'imperi va arribar a ser més heterogeni ètnicament, ja que va absorbir una gran quantitat d'ètnies, ucraïnesos, belarussos, i jueus. La situació dels ucraïnesos i belarussos no va variar gaire doncs majoritàriament ja treballaven com a serfs. Els polonesos catòlics no es resignaren a la seva pèrdua d'independència i van ser difícils de controlar, provocant diverses revoltes contra l'ocupació. Rússia havia expulsat els jueus de l'imperi el 1742 i els havia considerat com a població estrangera. Un decret de 3 de gener de 1792 va determinar formalment la demarcació jueva, que va permetre que els jueus visquessin només a la part occidental de l'imperi, donant origen a l'etapa d'Antisemitisme i discriminació que va tenir lloc en períodes posteriors. Alhora, Rússia va suprimir l'autonomia d'Ucraïna a l'est del Dnièper, dels territoris bàltics, i de les diverses àrees cosaques. Amb la seva èmfasi d'un imperi uniformement administrat, Caterina presagià la política de russificació que practicarien els seus successors.
Caterina va apostar per un govern dirigit activament; per aconseguir-ho va desenvolupar al màxim els recursos de l'imperi i va fer la seva administració més eficaç. Inicialment, va procurar racionalitzar procediments del govern amb lleis. El 1767 va crear la Comissió legislativa, formada per nobles, Senyors del Poble, i altres, per a codificar les lleis de Rússia. Encara que la comissió no va formular un nou codi de la llei, La Instrucció a la Comissió de Caterina va introduir alguns russos en l'estil polític i legal occidental.

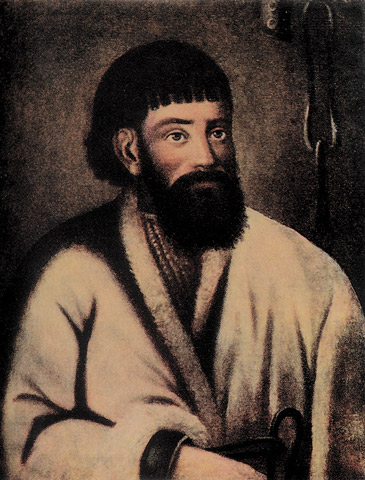
Jemelian Pugatxov

Entre els anys 1768 o 1774 en la guerra amb l'Imperi Otomà, Rússia va experimentar una agitació social important, la revolta de Pugatxov. El 1773 un cosac del Don, Jemelian Pugatxov, va reclamar el poder dient que en realitat era el difunt tsar Pere III. Altres cosacs i diverses tribus turques que sentien el xoc de l'estat centralitzat rus (baixkirs), i treballadors industrials dels monts Urals, així com els camperols que esperaven escapar de la servitud, van unir-se a la rebel·lió. La preocupació de Rússia amb la guerra va permetre Pugatxov prendre control d'una banda de l'àrea del Volga fins que el 1774 l'exèrcit regular aixafà la rebel·lió.
La revolta de Pugatxov va encoratjar la determinació de Caterina per a reorganitzar l'administració provincial de Rússia. El 1775 la tsarina va dividir Rússia en províncies i districtes segons estadística de la població. Llavors va donar a cada província una administració, uns destacaments policials i un òrgan judicial. Els nobles havien de complir amb la seva obligació, almenys durant un temps, de servir al govern central, i aquest servei podia consistir a assumir càrrecs per a administrar governs provincials. Caterina també va procurar organitzar la societat en grups socials ben definits. El 1785 va publicar les cartes als nobles i amos del poble. La carta a la noblesa va confirmar l'alliberament dels nobles del servei obligatori i els va donar drets com a classe privilegiada situant-los com a servidors directes de l'autocràcia. La carta a les ciutats va resultar ser complicada i en última instància menys encertada que la publicada per als nobles. Faltava publicar una carta similar per a situar els camperols, o per a millorar les condicions de la servitud, reformes socials que Catalina deixà incompletes.

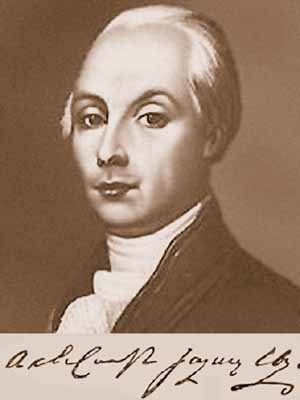
Retrat d'Alexandre Raditxev

L'occidentalització de Rússia va continuar durant el regnat de Caterina. Un augment en el nombre de llibres i de també periòdics va ajudar a portar endavant discussions intel·lectuals. El 1790 Alexandre Nikolaevitx Raditxev es va publicar El Viatge de Sant Petersburg a Moscou, un ferotge atac contra el sistema de servitud i contra l'autocràcia. Caterina, espantada ja per la Revolució Francesa, va fer arrestar Radishchev, l'autor de l'escrit, i el va enviar a Sibèria. Radishtxev va guanyar més endavant el reconeixement com a pare del radicalisme rus.
Caterina va fer construir el Palau Pàvlovsk per al seu fill Pau, que és actualment Patrimoni de la Humanitat. Rússia es va convertir en una energia capaç de competir amb els seus veïns europeus en les esferes militars, polítiques, i diplomàtiques. L'elit de Rússia es va fer més culta, al nivell de les elits dels països d'Europa central i occidental. L'organització de la societat i del sistema del govern de Pere, les grans institucions centrals a l'administració provincial de Catalina, seguiran bàsicament sense canvis fins a l'emancipació dels serfs de 1861 i, en alguns aspectes, fins a la caiguda de la monarquia el 1917. Caterina va donar una embranzida a l'economia dels territoris del sud en establir Odessa com a port propi, el qual va servir de base per al comerç dels cereals de Rússia durant el segle xix.
Tot i aquestes realitzacions, l'imperi patia de problemes fonamentals. Una petita elit europeïtzada, alienada de la resta dels russos, va qüestionar la mateixa essència de la història, de la cultura, i de la identitat de Rússia. Rússia va arribar a la seva preeminència militar per confiança en la coerció i en una economia basada en la servitud. El desenvolupament econòmic de Rússia fou insuficient per a satisfer les seves necessitats durant el segle xviii, i estava molt allunyat de les transformacions que tenien lloc als països d'Europa occidental en aquell moment implicats en la revolució industrial. La temptativa de Caterina en l'organització en estats corporatius fou desfeta per les idees de la revolució francesa, que va posar èmfasi en la ciutadania individual. L'extensió territorial de Rússia i la incorporació d'un nombre important de no-russos a l'imperi van fixar l'inici de l'etapa en què va gestar el futur problema de les nacionalitats. Finalment, la primera qüestió de la servitud i l'autocràcia en els arguments morals presagiaren el conflicte entre l'estat i la intelligentsia que va arribar a ser dominant en el segle dinovè.
Durant el segle xix, la població de Rússia, els recursos, la diplomàcia internacional, i les forces militars la van convertir en un dels estats més poderosos del món, i li permeteren representar un paper cada cop més actiu a Europa, iniciat amb les guerres contra Napoleó Bonaparte, amb grans conseqüències per a Rússia i Europa.

### Guerra i pau a Rússia, 1796-1825

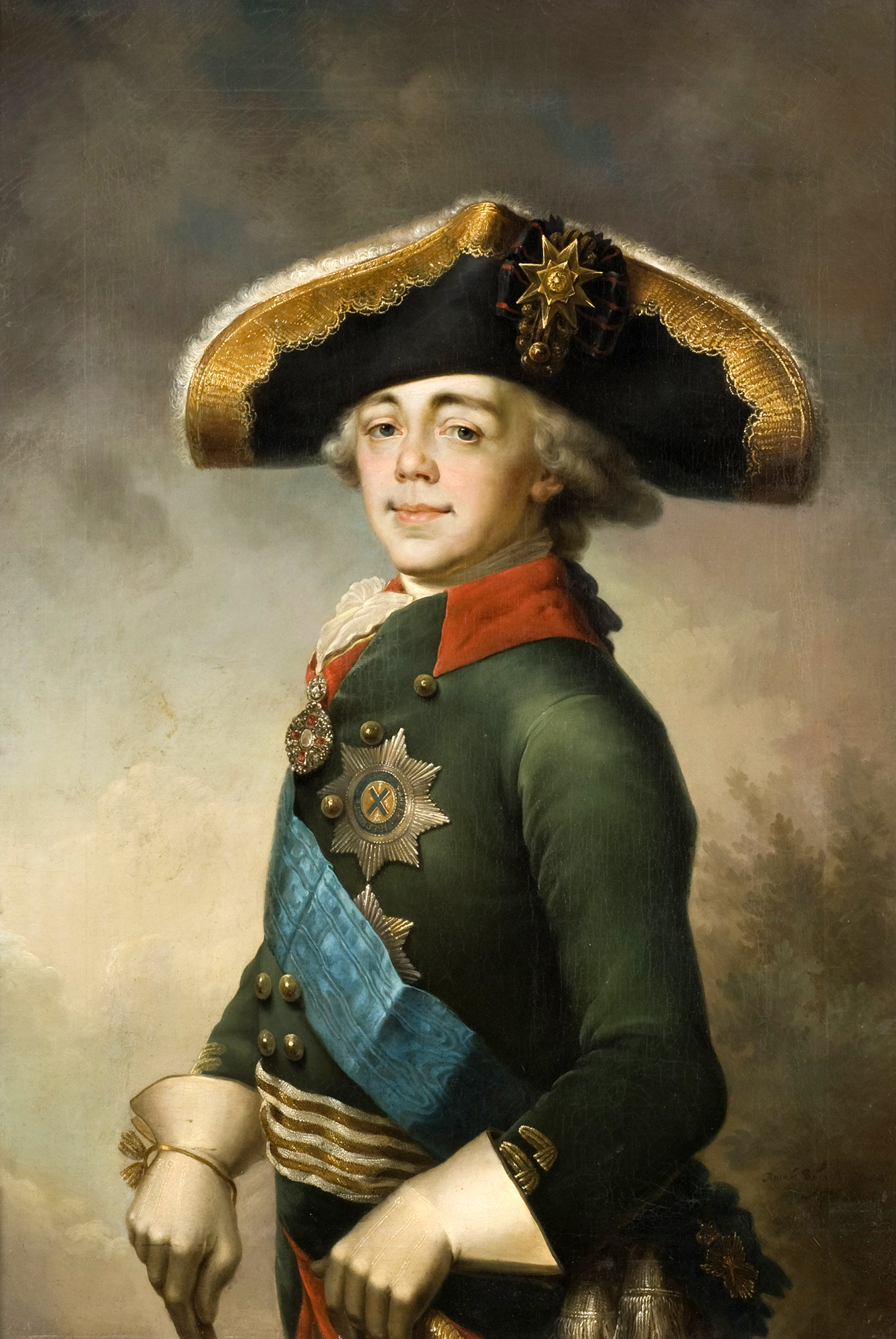
Pau I de Rússia

Caterina II morí el 1796 i la succeí el seu fill Pau (r. 1796-1801). Quan s'assabentà que la seva mare havia considerat nomenar tsar primer el net Alexandre que el fill, Pau instituí la primogenitura en la línia masculina com a base per a la successió. També va sostenir la Companyia Russo-Americana, que va conduir Rússia a la venda dels drets d'explotació del negoci de les pells a Alaska. El 1763 va començar la guerra russocircassiana (1763–1864), qque va implicar el genocidi circassià al qual només uns deu per cent de la població original van subreviure.
Com a superpotència europea, Rússia no podia escapar a les guerres que implicaven la França revolucionària i napoleònica. Pau es va convertir en un opositor ferm de França, i Rússia unida juntament amb el Regne Unit i l'Imperi Austríac en la Segona Coalició van iniciar una guerra contra  Napoleó. Ente 1798-1799 les tropes russes comandades per un dels generals més famosos del país, Alexander Suvórov, van realitzar brillants campanyes a la República Cisalpina i Suïssa. L'ajuda de Pau a l'Orde de Malta, juntament amb les seves polítiques liberals cap a les classes més baixes li van aportar bastants enemics entre la noblesa. El descobriment de corrupció entre els funcionaris d'Hisenda va impulsar al tsar a dur a terme una reforma, que va fer augmentar encara més el nombre d'enemics. Tot això plegat el va portar a un final tràgic, assassinat mentre era a la seva habitació del castell de Sant Miquel a Sant Petersburg el 1801.

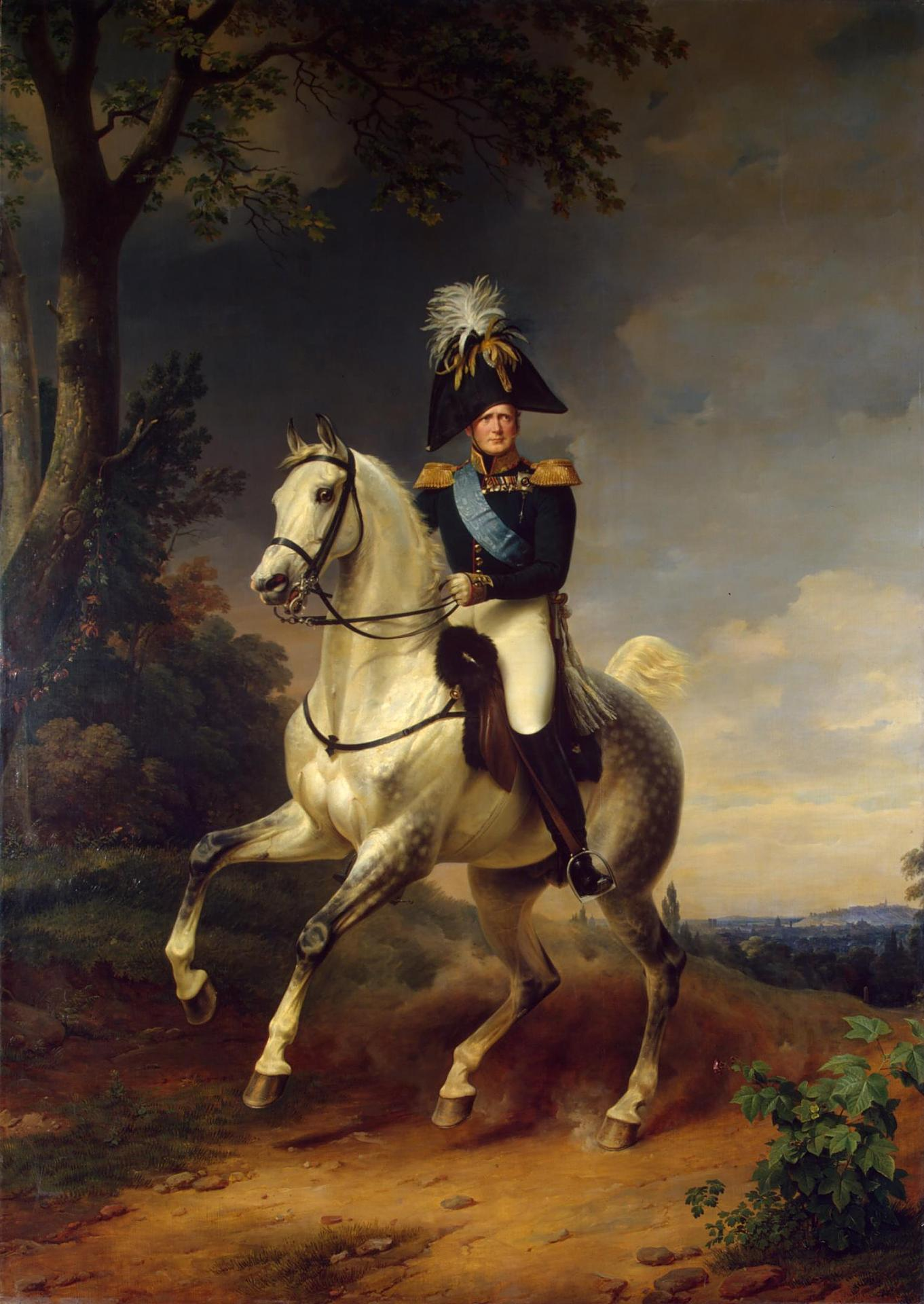
Retrat eqüestre d'Alexandre I

El nou tsar, Alexandre I de Rússia (r. 1801-1825), havia estat preparat per al tron per la seva àvia Catalina II. En els seus estudis tenia preferència pel dibuix i l'art, també tenia una inclinació cap al romanticisme i el misticisme religiós, particularment en l'últim període del seu regnat. Quan Alexandre va arribar al govern només hi havia tres universitats la de Moscou, la de Vilnia i la de Dorpat; ell en va crear tres més a Sant Petersburg, a Khàrkiv i a Kazan. Pel que fa a l'administració, va abolir les antigues institucions creades per Pere el gran anomenades "Collegia", i les va substituir per "ministeris". Cada ministeri estava a càrrec d'un ministre i hi havia un Consell de ministres que passava comptes de les seves accions davant el tsar. El brillant home d'estat Mikhaïl Speranskia, que era el principal conseller del tsar va ser un home avançat al seu temps, va proposar una reforma constitucional extensa del govern, però Alexandre el va acomiadar el 1812 i va perdre tot interès en aquesta reforma.
El focus primari d'Alexandre no era a la política domèstica, sinó els assumptes estrangers, i particularment Napoleó. Tement les ambicions expansionistes i el creixement de Napoleó gràcies al gran exèrcit que va aconseguir crear l'emperador francès, Alexandre va signar una Coalició amb Gran Bretanya i Àustria contra Napoleó. Napoleó va derrotar els russos i els austríacs a Austerlitz el 1805 i va derrotar els russos a Friedland el 1807. Alexandre va ser forçat a demanar la pau, i pel Tractat de Tilsit, signat el 1807, es va fer aliat de Napoleó. Rússia va perdre poc territori amb aquest tractat, i Alexandre va fer ús de la seva aliança amb Napoleó per l'extensió addicional. Per la Guerra de Finlàndia va guanyar el Gran Ducat de Finlàndia a Suècia el 1809, i va adquirir Bessaràbia de Turquia com a resultat de la russoturca de 1806-1812.
L'aliança russofrancesa gradualment es va tibar. Napoleó malfiava sobre les intencions de Rússia en els estrets del Bòsfor i els Dardanels. Al mateix temps, el Gran Ducat de Varsòvia sobre el que en principi havien acordar que fos un estat independent fronterer, va ser ocupat per les tropes franceses i Alexandre sospitava que Napoleó planejava establir-s'hi definitivament.

Retirada de Moscou, obra de Adolph Northern.

Al juny de 1812 Napoleó va envair Rússia amb 600.000 soldats, una força dues vegades més gran que l'exèrcit regular rus. Napoleó esperava infligir una derrota important en els russos i forçar a Alexandre a demanar la pau. Napoleó va empènyer les forces russes a una retirada, deixant Sant Petersburg en mans dels soldats francesos. Mentre l'exèrcit rus es reorganitzava per tornar a atacar, les tropes napoleòniques van començar a tornar a França però amb tanta lentitud que un rigorós hivern els va sorprendre. La resistència russa va ser obstinada, els membres de la qual van declarar la Guerra Patriòtica combinada amb les baixes temperatures i la política de terra cremada va portar a Napoleó una derrota desastrosa: menys de 30.000 de les seves tropes van tornar a la seva pàtria. Després de la retirada francesa, els russos els van perseguir per Europa central i occidental fins a les portes de París.
Després que els aliats derrotessin Napoleó, a Alexandre se'l va conèixer com "el salvador d'Europa", i va tenir un lloc prominent en el moment de redissenyar el mapa d'Europa al Congrés de Viena el 1815. El mateix any, sota influència del misticisme religiós, Alexandre va iniciar la creació de la Santa Aliança un acord fluix que comprometia les regles de les nacions implicades -incloent la majoria d'Europa- a actuar segons principis cristians. Més pragmàtica, el 1814, Rússia, Gran Bretanya, Àustria, i Prússia havien format l'Aliança Quàdruple. Els aliats van crear un sistema internacional per mantenir l'statu quo territorial i per prevenir el ressorgiment d'una França expansionista. La quàdruple aliança, confirmada per un nombre de conferències internacionals, va assegurar la influència de Rússia a Europa.

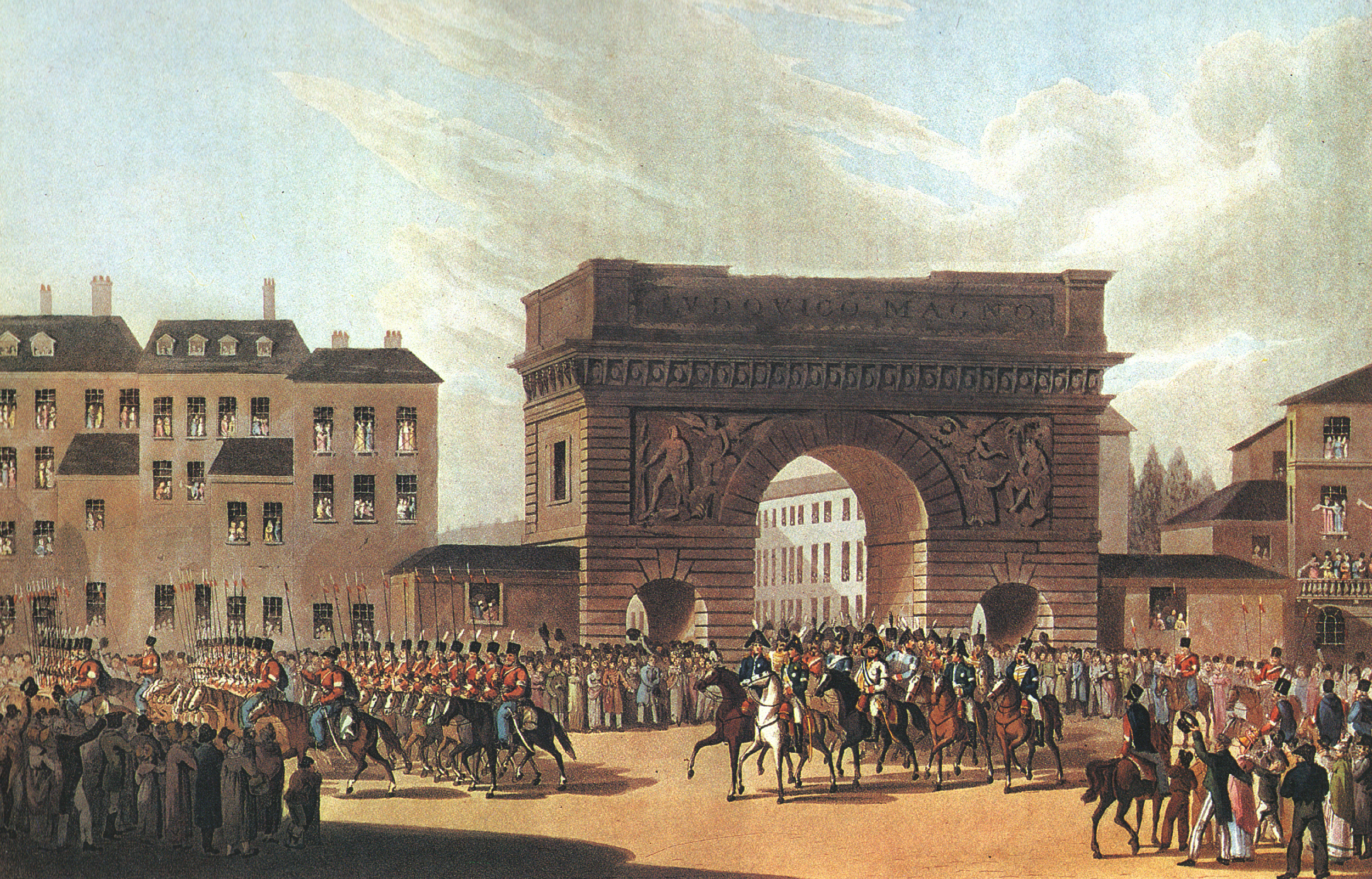
L'exèrcit rus entra a París (30 de març de 1814).

Al mateix temps, Rússia va continuar la seva expansió. Va proposar al congrés de Viena la creació del Tsarat de Polònia, país al qual Alexandre va concedir una constitució. Així, Alexandre va ser el monarca constitucional de Polònia mentre que era el tsar autocràtic en la restant Rússia. Ell era també el monarca limitat de Finlàndia, que havia estat annexada el 1809 i tenia concedida la categoria d'estat autònom. Rússia el 1813  guanyava territori en l'àrea de Bakú des del Caucas fins costa de Pèrsia. L'imperi també era arrelat fermament a la zona d'Alaska.
Els historiadors han convingut generalment que un moviment revolucionari va ser portat durant el regnat del jove Alexandre I: Els oficials que havien perseguit Napoleó per Europa occidental van tornar a Rússia amb idees revolucionàries, incloent drets humans, el govern representatiu i la democràcia total.

Desembristes a la cambra de senadors russa.

L'occidentalització intel·lectual que havia estat fomentada al segle xviii per un estat rus paternalista i autocràtic, ara havia d'incloure l'oposició a l'autocràcia amb demandes per al desenvolupament d'un govern representatiu, l'abolició de la servitud i, en alguns casos, la idea d'un enderrocament revolucionari del govern. Els oficials eren interessats particularment en veure que Alexandre havia concedit a Polònia una constitució mentre que Rússia no en tenia cap. Diverses organitzacions clandestines es preparaven per a una revolta quan Alexandre va morir inesperadament de tifus el 1825. Després de la seva mort, havia confusió sobre qui el succeiria perquè com que no havia tingut fills mascles, el següent en la línia, el seu germà Constantí Pàvlovitx havia renunciat al seu dret al tron. Un grup d'oficials que tenien al seu càrrec prop de 3.000 homes van rebutjar jurar la lleialtat al nou tsar, el germà d'Alexandre, Nicolau I de Rússia i van proclamar la seva lleialtat a la idea d'una constitució russa. Com que aquests esdeveniments van ocórrer al desembre de 1825 van batejar els rebels amb el nom de desembristes. Nicolau va superar fàcilment la revolta, i els desembristes que seguien estant vius van ser arrestats. Molts van ser exiliats a Sibèria.

### Rússia sota Nicolau I

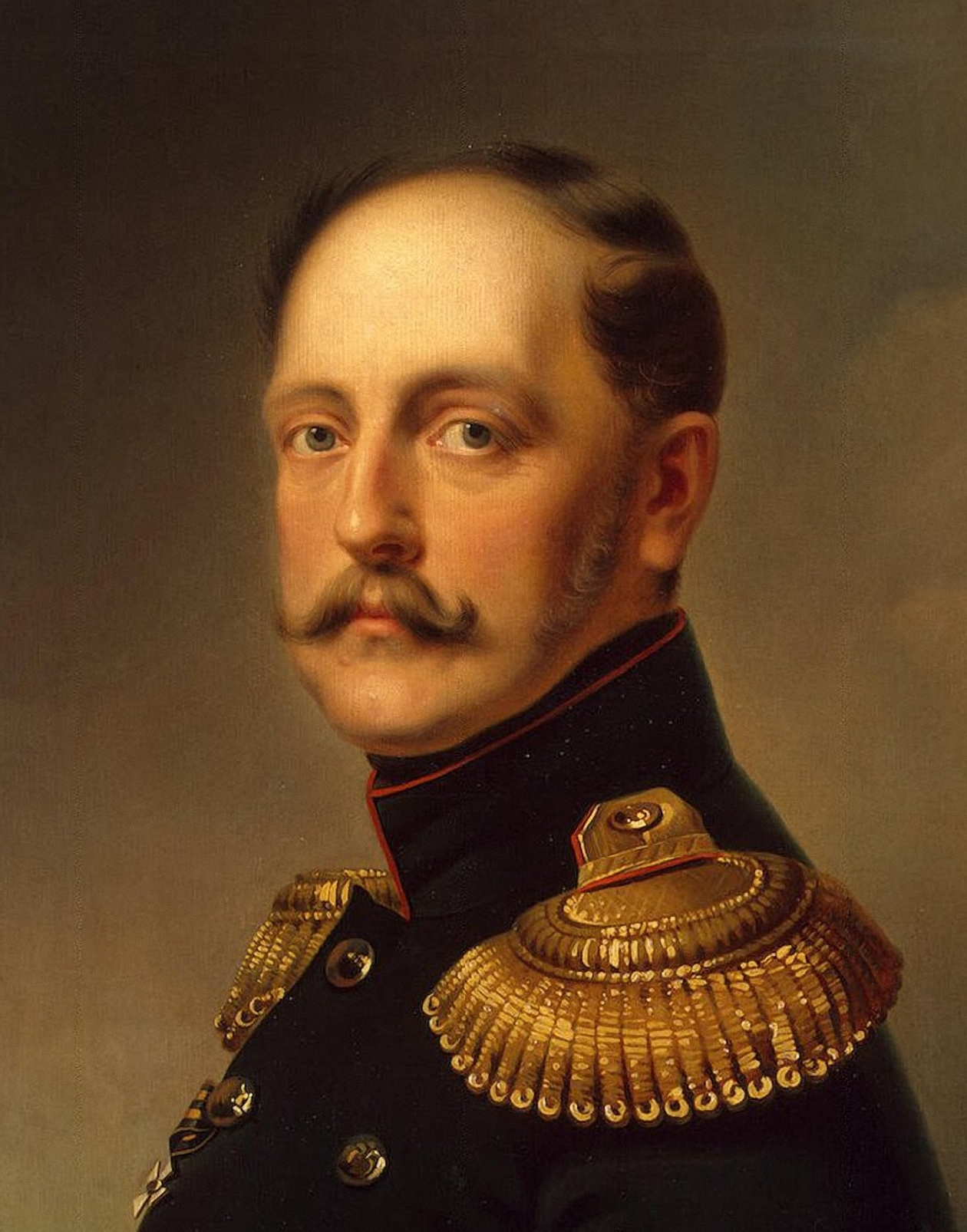
Emperador Nicolau I de Rússia

Nicolau I va ser el tsar de Rússia des de 1825 fins que va morir el 1855. A Nicolau li va mancar totalment la grandesa espiritual i intel·lectual del seu germà. Experimentant el trauma de la Revolta Desembrista, Nicolau estava determinat a frenar el progrés de la societat russa. La policia secreta, la suposada tercera secció, va crear una xarxa enorme d'espies i d'informadors. El govern va exercitar la censura: va controlar excessivament l'educació, la publicació, i totes les manifestacions de la vida pública. El 1833 el ministre d'educació, Sergei Uvárov, va idear un programa d'"Autocràcia, Ortodòxia, i caràcter nacional", que seria el principi que havia de guiar el règim. La gent havia de demostrar lleialtat a l'autoritat il·limitada del tsar, a les tradicions de l'Església Ortodoxa Russa i, vagament, a la nació russa. Aquests principis no van aconseguir l'ajuda de la població sinó que per contra va desembocar en repressió i supressió de les nacionalitats dels no russos i les altres religions. Per exemple el govern va forçar a l'Església Ortodoxa Georgiana a acceptar la regla sinòdica de la russa.
L'èmfasi oficial en el nacionalisme rus va contribuir a una discussió sobre el lloc de Rússia al món, el significat de la història russa, i el futur de Rússia. Un grup, els occidentalitzats, va creure que Rússia seguia sent posterior i primitiva i podrien progressar només si s'europeitzaven més.
Malgrat les repressions d'aquest període, Rússia va experimentar una expansió de la literatura i les arts. A través dels treballs d'Aleksandr Puixkin, Nikolai Gógol, Ivan Turguénev i molts d'altres, la literatura russa va guanyar alçada i el reconeixement internacional. El ballet clàssic va prendre l'arrel a Rússia després de la seva importació de França, i la música clàssica es va establir fermament amb les composicions de Mikhaïl Glinka (1804-1857).

### Desenvolupament econòmic

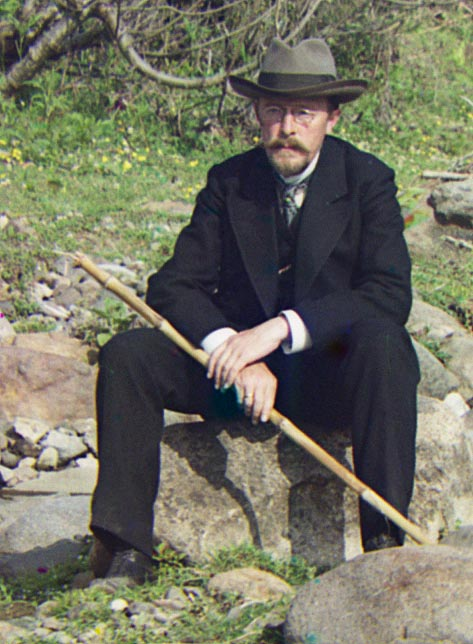
Serguei Mikhàilovitx Prokudin-Gorski, va fer les primeres fotografies en color de l'Imperi Rus a principis del.

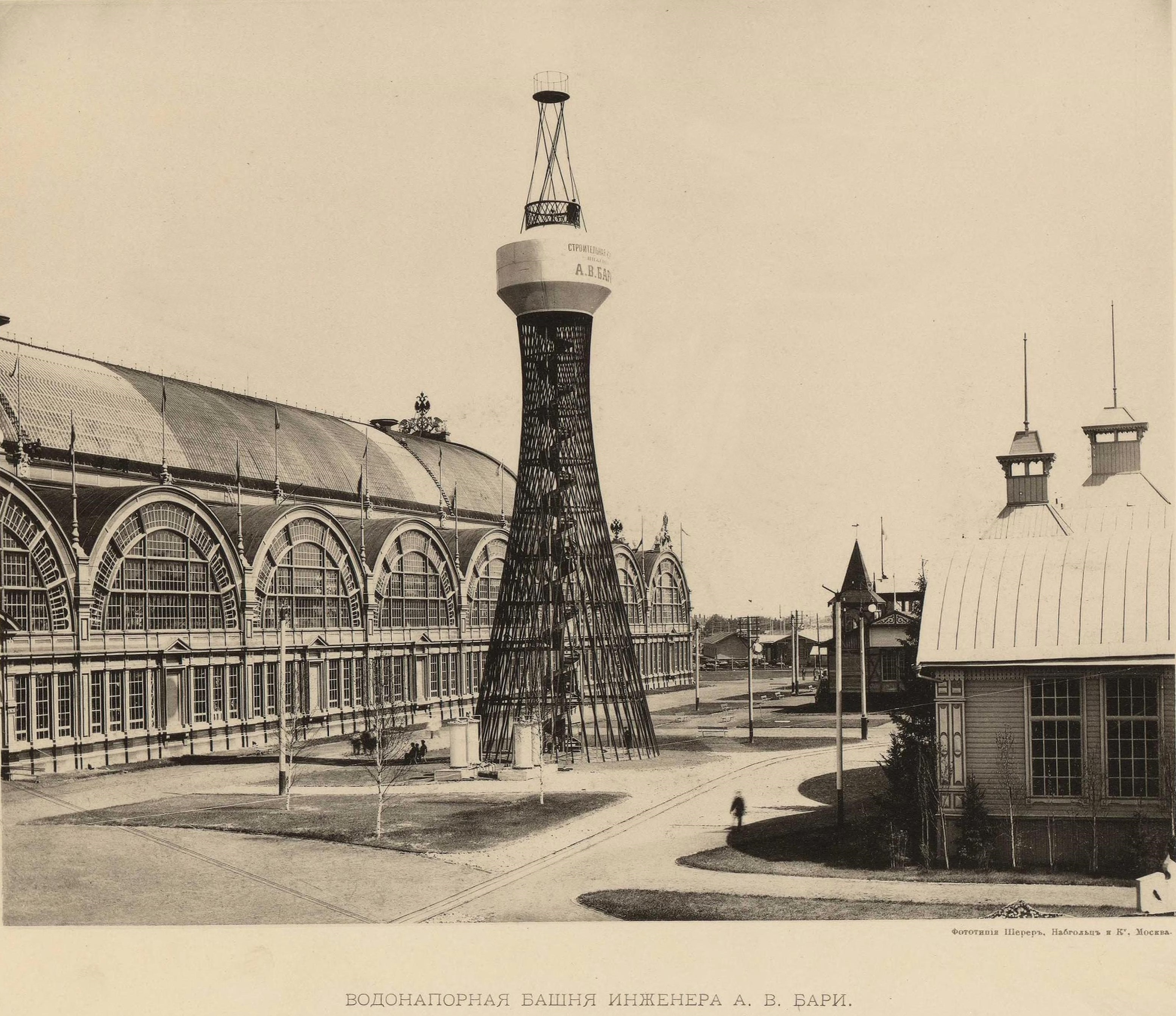
La primera estructura hiperboloide del món, construïda a Nijni Nóvgorod, Imperi Rus, al 1896.

Els segles XIX tardà i XX van ser temps de crisi per l'imperi. No només la tecnologia i la indústria es van desenvolupar més ràpidament a occident, sinó també nous, dinàmics i competitius poders en el teatre mundial: Otto von Bismarck va unificar Alemanya a la dècada de 1860, la post-guerra civil nord-americana, va fer que creixés com a potència, i Japó va emergir de la Restauració Meiji. Encara que Rússia s'estava expandint molt per l'Àsia central, envoltant a l'Imperi Otomà, l'imperi Persa, el Raj Britànic i l'imperi Xinès, no podia generar suficient capital per sostenir el ràpid avanç tecnològic o comerciar amb països avançats.
En l'última meitat del segle xix, l'economia russa es va desenvolupar més lentament de com ho va fer en les altres potències del món. La població de Rússia era substancialment major a la dels països desenvolupats de l'oest, però la gran majoria vivia en comunitats rurals, amb poca tecnologia i vivint d'una agricultura primitiva. La indústria en general, va tenir una participació més gran que en occident, però en sectors específics i de vegades per iniciativa d'algun empresari estranger. Entre 1850 i 1900, la població russa es va duplicar, però es va mantenir estrictament rural fins al segle xx. La població de Rússia entre 1850 i 1910 va tenir la major taxa de natalitat de totes les grans nacions en desenvolupament, amb excepció dels Estats Units.
L'agricultura, amb la tecnologia menys desenvolupada, es va mantenir a les mans de les antigues famílies de serfs i grangers, que junts componien quatre cinquenes parts de la població rural. Els terrenys, alguns de més de cinquanta quilòmetres quadrats, componien el 20 per cent de les terres fèrtils, però pocs d'aquests terrenys es treballaven eficientment i a gran escala. La població rural va incrementar la terra usada per a l'agricultura de subsistència, i la cada vegada més nombrosa massa de camperols empobrits demanava més terres. Al Turkistan els grangers demanaven desviar els rius Amudarià i Sirdarià, que alimenten el mar d'Aral. L'emperador Alexandre III de Rússia decretà una llei de protecció dels recursos del territori rus, això va ofegar les expectatives de desviar els rius, que va tornar als anys 60 en la Unió Soviètica. Durant l'època soviètica es va començar a desviar aigua dels rius Amudarià i Sirdarià per a regar cultius en Uzbekistan i Kazakhstan.
El creixement industrial era insignificant, encara inestable, i en termes absoluts no era extensiu. Les regions industrialitzades de Rússia incloïen Moscou, les regions centrals de la Rússia europea, Ingermanland, la mar Bàltica, cap a Riga, Polònia, el Riu Don el Dnièper i els Urals. El 1890 Rússia tenia gairebé 32.000 quilòmetres de vies de ferrocarril i 1,4 milions d'empleats de fàbrica, dels quals la majoria treballaven en la indústria tèxtil. Entre 1860 i 1890, la producció anual de carbó havia crescut prop d'un 1.200 per cent a més de 6,6 milions de tones, i la producció de ferro i acer s'havia duplicat a més de 2 milions de tones per any. El pla estatal s'havia duplicat, però, el deute i les despeses s'havien quadruplicat, constituint un 28 per cent de les despeses oficials a 1891. L'exportació era inadequada per al que l'imperi necessitava. Fins que l'estat va introduir tarifes industrials estratosfèriques el 1880, això no va poder finançar el comerç perquè no era suficient per cobrir els deutes.

### Les reformes i els seus límits

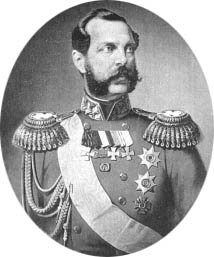
Retrat d'Alexandre II.

El tsar Alexandre II, que va succeir a Nicolau I el 1855, era un conservador que no va veure més alternativa que implementar un canvi. Alexandre va iniciar reformes substancials en l'educació, el govern, la judicatura i l'exèrcit. El 1861 va proclamar l'emancipació de gairebé 20 milions de serfs. Les comissions locals, que eren els posseïdors de les terres, van efectuar l'emancipació donant-los als serfs llibertat limitada. L'antiga servitud es va mantenir a les aldees, però van requerir pagaments del govern gairebé per cinquanta anys. El govern va compensar als terratinents emetent finances.
L'imperi va compensar més de 50.000 terratinents que posseïen més d'1,1 km² que a canvi deixarien de tenir serfs. El govern esperava que la pagesia produís suficients aliments per a ells i per a l'exportació, ajudant així a finançar les despeses d'importacions i el gran deute extern. Cap de les expectatives del govern eren realistes, l'emancipació va deixar descontents tant els terratinents com els pagesos. La nova pagesia aviat es va endarrerir en els pagaments al govern perquè la terra que rebien era pobre i perquè els mètodes de l'agricultura russa eren inadequats. Els antics posseïdors de les terres van haver de vendre-les per quedar com a solvents, ja que la majoria no podia treballar la terra sense els serfs. A més, el valor dels crèdits governamentals van caure.
Les reformes en el govern local van seguir de prop l'emancipació. El 1864 governs locals de la part europea russa van ser organitzats en províncies i en ziemstva o districtes (ziemstvo singular), que van ser compostos pels representants de totes les classes i eren responsables d'escoles locals, salut pública, els camins, les presons, el subministrament d'aliments i altres temes. El 1870 es van formar les Dumio (Duma en singular)o consells elegits per a la ciutat. Dominats pels amos i obligats pels governadors provincials i la policia, els ziemstvo i les dumes van augmentar els impostos per afavorir les seves activitats.
El 1864 el règim va posar en execució la Gran Reforma Judicial. En ciutats importants, van establir talls d'estil occidental amb jurats. En general, el sistema judicial va funcionar amb eficàcia, però el govern no va disposar de les finances i la influència cultural per estendre el sistema judicial als pobles, on la justícia camperola tradicional va continuar funcionant amb interferència mínima de funcionaris provincials. El sistema judicial rus va ser modelat a les lleis franceses i alemanyes contemporànies. Cada cas va haver de ser decidit sobre els seus mèrits i no sobre precedents. Seguia havent aquest acostament des que altres reformes importants van ocórrer en les esferes educatives i culturals. L'ascensió d'Alexandre II va portar una restauració social, de la qual cosa va requerir una discussió pública d'edicions i l'elevació d'alguns tipus de censura. Quan va haver una temptativa d'assassinar el tsar el 1866 el govern va reinstal·lar la censura, però no amb la severitat del control anterior a 1855. El govern també va posar restriccions a les universitats el 1866 cinc anys després que havien guanyat l'autonomia els camperols i serfs. El govern central va procurar actuar amb la ziemstvo per establir plans d'estudis uniformes per a les escoles primàries i per imposar polítiques conservadores, però no va tenir recursos perquè molts professors i funcionaris liberals de l'escola estaven només nominats d'acord amb el ministeri reaccionari de l'educació, sense això, els èxits educatius del règim van ser irregulars després de 1866.
En l'esfera financera, Rússia va establir el banc de l'estat el 1866, que va donar a la divisa nacional estabilitat i fermesa. El ministeri de les finances va donar suport al desenvolupament del ferrocarril, que va facilitar l'activitat vital de l'exportació, però era cautelós i moderat en les seves empreses estrangeres. El ministeri també va fundar el Banc camperol de les Terres el 1882 per permetre a grangers emprenedors adquirir més terra. El ministeri d'afers interns va contradir aquesta política, però, va establir el Banc de terra dels nobles el 1885 per prevenir les execucions d'hipoteques.
L'imperi també va intentar reformar els militars. Una de les principals raons de l'emancipació dels serfs era que havia de facilitar la transició a l'exèrcit de reserva, modern i més operatiu, instituint recaptacions i la mobilització territorial en èpoques de necessitat. Abans de l'emancipació, els serfs no podien rebre l'entrenament militar i després tornar amb els seus amos. La inèrcia burocràtica, però, va obstruir la reforma dels militars fins que la Guerra francoprussiana (1870-1871) va demostrar la necessitat de construir un exèrcit modern. El sistema de gravamen introduït per Dmitri Miliutin el 1874 va donar a l'exèrcit un lloc en l'ensenyament de molts pagesos a llegir i en iniciar l'educació mèdica per a les dones. Però l'exèrcit seguia sent antic malgrat aquestes reformes militars. Els oficials van preferir sovint baionetes a les bales, expressant la preocupació que les mires de llarg abast en els rifles induirien covardia. Malgrat alguns èxits notables, Rússia no va mantenir pas progressos tecnològics occidentals, és el cas de la construcció de rifles, de les metralladores, de l'artilleria, de naus, i de l'artilleria naval.

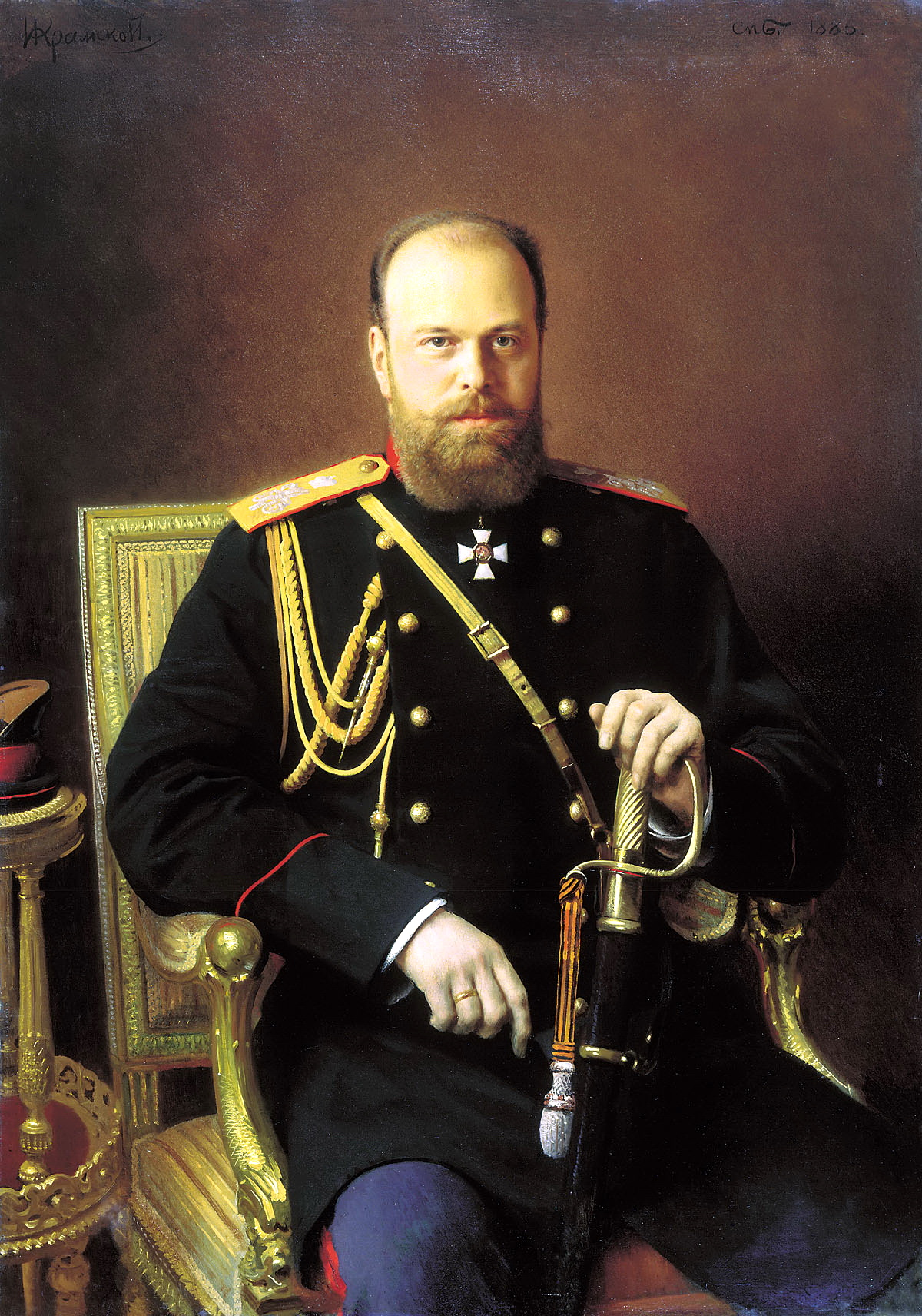
Emperador Alexandre III de Rússia.

El 1881 els revolucionaris van assassinar el tsar Alexandre II. El seu fill Alexandre III va començar un període de reacció política per intensificar un moviment contrareformista que havia començat el 1866. Ell va enfortir a la policia de seguretat i la reorganitzà en una agència coneguda amb el nom d'Ojrana, li va donar poders extraordinaris i la va posar sota el Ministeri d'Afers Interiors. Dmitri Tolstoi, el ministre d'afers interiors d'Alexandre, va instituir l'ús de terratinents que feien d'inspectors de districte i va restringir el poder de la ziemstvo i la Duma. Alexandre III va encomanar al seu antic tutor, el reaccionari Konstantín Pobedonóstsev, ser el procurador del Sínode Sagrat de l'Església Ortodoxa i Iván Delianov per ser el ministre d'educació. En els seus esforços de «salvar» a Rússia del «modernisme», ells van revifar la censura religiosa, poblacions no-ortodoxes i no russes van ser perseguides, generant antisemitisme, i va suprimir l'autonomia de les universitats. Els seus atacs als elements liberals i no russos, buscaven alienar segments grans de la població. Les nacionalitats, particularment els polonesos, finesos, letons, lituans, i ucraïnesos, van reaccionar davant els esforços del règim per russificar-los, intensificant el seu propi nacionalisme. Molts jueus van emigrar o van unir moviments radicals. Les organitzacions confidencials i els moviments polítics van continuar desenvolupant-se malgrat els esforços del règim per sufocar-los.

### Guerra de Crimea

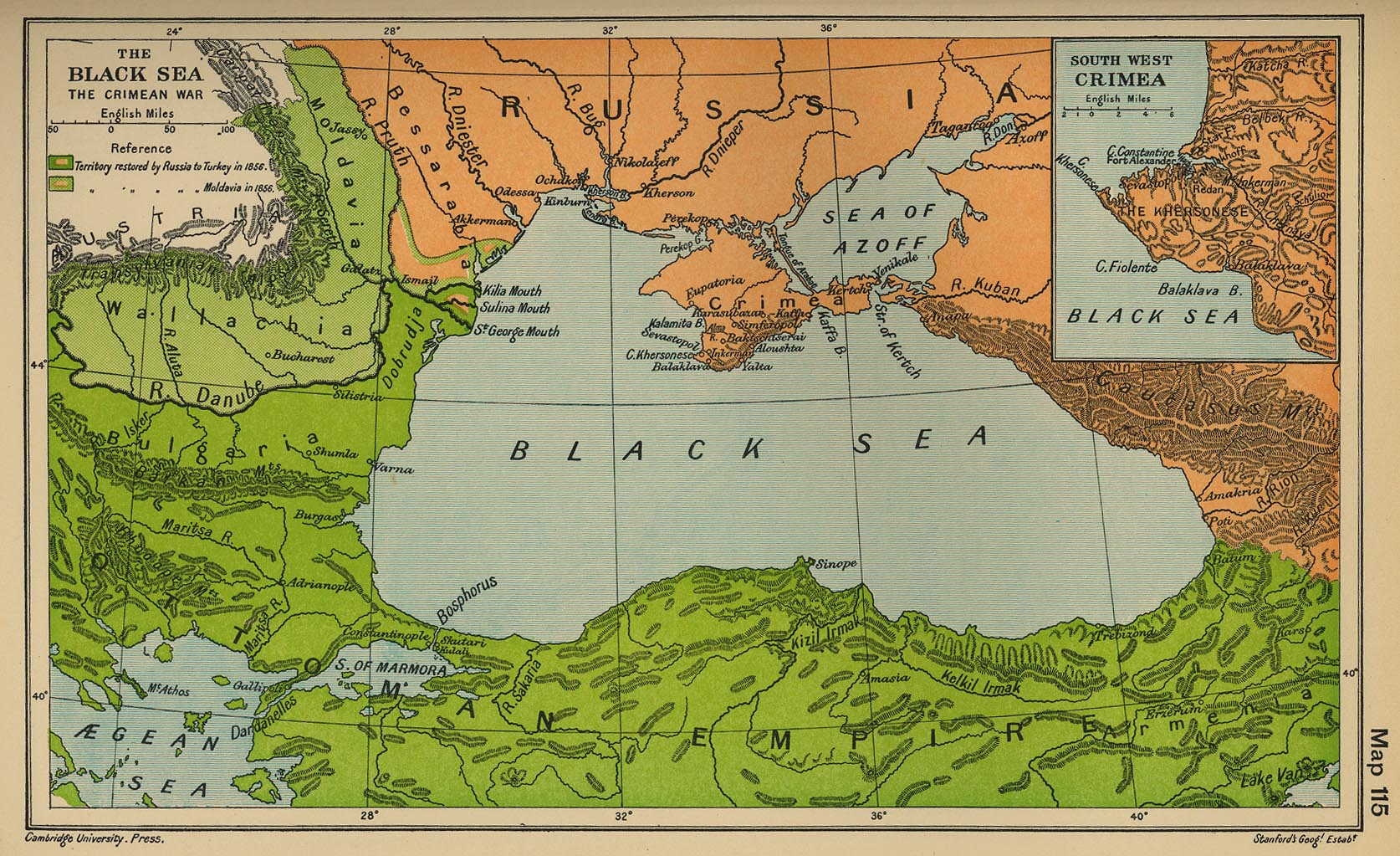
Principis de la Guerra de Crimea.

Seguint un conflicte a Betlem entre els catòlics romans protegits per França i els ortodoxos protegits per Rússia, les relacions entre la Rússia Imperial i l'Imperi Otomà es van anar deteriorant fins a desembocar en una declaració de guerra.
Monjos catòlics i ortodoxos reclamaren al soldà otomà la possessió de l'església de la Nativitat i el Sant Sepulcre a Palestina. El soldà es va decantar a favor dels catòlics francesos, fent que els ortodoxos se sentissin menyspreats. No obstant això, aquesta baralla de monjos en esglésies a Terra Santa va ser un pretext. Les raons reals van ser l'ambició de Rússia, que volia annexar Constantinoble i el Mar de Màrmara per tenir pas cap al mar Mediterrani. Seguint la negativa dels Turcs, el tsar envaeix Moldàvia i Valàquia el juliol de 1853. Turquia declara la guerra a Rússia el 4 d'octubre de 1853. A l'Imperi Otomà se li uneixen llavors francesos, britànics, i sards. La flota turca és destruïda per l'esquadró rus al port de Sínope, el 30 de novembre de 1853.
El 10 d'abril de 1854 la flota franco-britànica durant 12 hores bombardeja Odessa, el principal port mercantil del sud de Rússia, provocant la reacció negativa de la premsa europea, com bona part dels veïns de la ciutat van ser immigrants d'Europa Occidental. Per aclarir la situació, els aliats van decidir desembarcar a Crimea i atacar la principal base naval russa a la mar Negra, Sebastòpol.
Després del seu desembarcament a Crimea el 14 de setembre de 1854, els aliats van derrotar les forces russes en la batalla de l'Ànima el 20 de setembre, i després van començar el setge de Sebastòpol. Durant les batalles es van enfrontar a les batalles de Balaklava el 25 d'octubre i d'Inkerman el 5 de novembre.
La caiguda de la torre Malajov el 8 de setembre de 1855, clau de la ciutat, tombada per les mans del francès, controlada pel mariscal Patrice de Mac-Mahon, notablement famós per aquesta victòria durant la qual ell va pronunciar el seu famós «jo estic allí! Jo romanc allí!». Amb l'assentiment d'Alexandre II converses de pau van començar a produir-se. El Tractat de París (1856), signat el 30 de març, va acabar amb aquest conflicte.

### Aixecament de gener
L'Aixecament de gener va començar el 22 de gener de 1863 com una protesta espontània dels joves polonesos contra el reclutament en l'Exèrcit de l'Imperi Rus, i aviat es van sumar els oficials d'alt rang de Polònia-Lituània i polítics diversos. La revolta es va escampar pels territoris de l'antiga Confederació de Polònia i Lituània (les actuals Polònia, Lituània, Belarús, Letònia, i parts d'Ucraïna, l'oest de Rússia) contra l'Imperi Rus i va durar fins que els darrers insurgents van ser capturats el 1865.

### Imperialisme a l'Àsia i la guerra contra el Japó

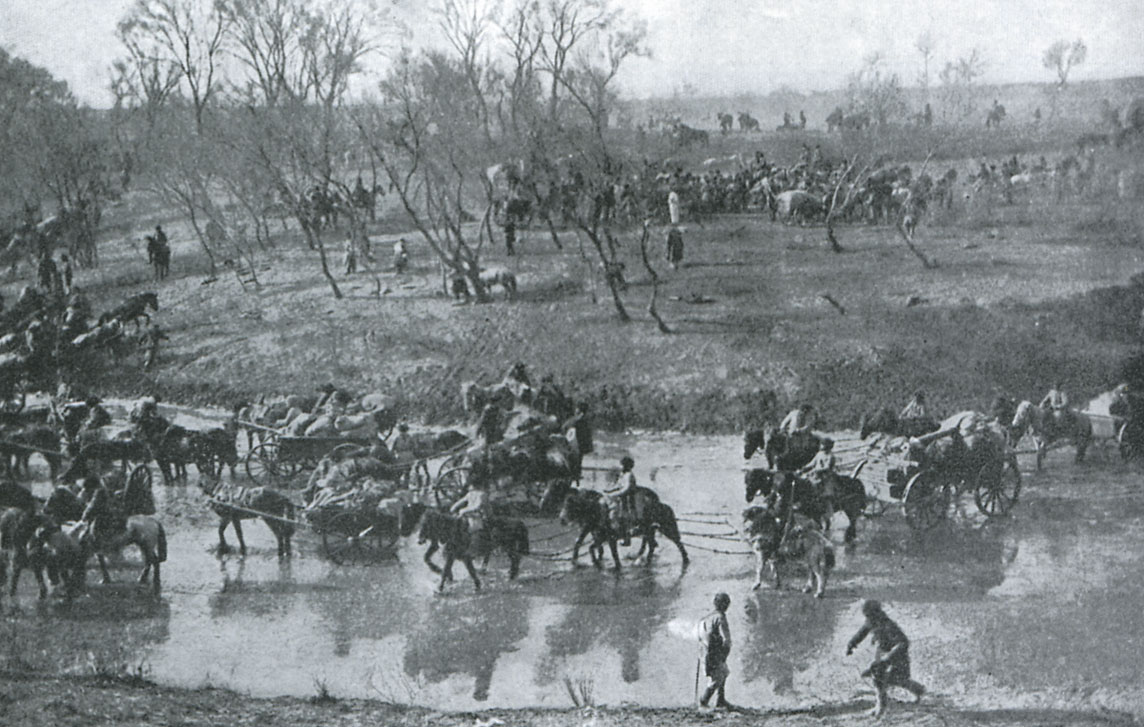
Retirada de les tropes russes després de la batalla de Mukden.

En els últims anys del segle xix i principis del segle xx, diversos països occidentals van competir per tenir influència, comerç i territori a l'Àsia Oriental. Mentrestant, el Japó s'esforçava per esdevenir una gran potència moderna.
La situació geogràfica del Japó el va encoratjar a mirar cap a Corea i el nord de la Xina, la qual cosa xocava amb els interessos expansionistes russos. L'esforç japonès per ocupar Corea va conduir a la Primera Guerra Sinojaponesa. La derrota xinesa per part del Japó va conduir al Tractat de Shimonoseki (17 d'abril de 1895), pel qual la Xina renunciava a les seves reclamacions sobre Corea, cedint a més Taiwan i Lüshunkou (sovint anomenat Port Arthur). No obstant això, la pressió occidental (per part de Rússia, Gran Bretanya i França) va obligar el Japó a tornar Port Arthur i Manxúria a la Xina (Triple Intervenció del 23 d'abril de 1895).
Després de la revolta dels bòxers xinesos de 1898, i incomplint la promesa feta al Japó, els russos van negociar amb la Xina un arrendament de 25 anys de la base naval, un port lliure de gels per la seva flota de l'Extrem Orient. Mentrestant, soldats russos ocupaven Manxúria i el nord de Corea, amenaçant la influència japonesa a Corea (el govern seguia sent controlat a l'ombra per la Xina, tot i la independència que li atorgués el Japó). El govern coreà va concedir a Rússia una base naval propera a les costes japoneses, en un intent d'oferir una doble amenaça al Japó, la de Rússia i la de la Xina.
Rússia va aprofitar la desestabilització de la zona i el 1896 es va signar un acord amb la Xina per a l'ús de Port Arthur (Xina) com a base situada a l'extrem de la península de Kuan-Tong i la part extrema de la península de Liao Yang, ara pertanyent a Manxúria, així com el lliure accés rus a tots els ports xinesos. Més endavant, el 1898 els russos van impedir l'ús de Port Arthur als mateixos xinesos, i es va començar a exercir el control que el Japó havia desitjat quatre anys enrere. Això va ser un desafiament per a l'imperi Japonès i va provocar la desaprovació d'Anglaterra, qui va veure el gegant rus com una amenaça a les seves possessions britàniques i el seu profitós comerç asiàtic.
Anglaterra, en una hàbil maniobra diplomàtica i estratègica, va aconseguir la cessió de Wei-Ha-Wie, un emplaçament portuari a només 40 km de Port Arthur, i d'aquesta manera es va buscar la neutralització de les pretensions russes. No obstant això, els russos uniren aquest port amb el seu país mitjançant la construcció d'una via de ferrocarril, el Transsiberià. Això va fer pensar a Anglaterra que Rússia volia consolidar-se militarment a la regió i va buscar l'aliança amb el Japó.
El 1902, Anglaterra va signar una aliança amb el Japó, i entre les clàusules d'aquest tractat figurava la construcció d'unitats navals per al Japó que es va posar immediatament en marxa, així com l'acceleració en el lliurament de les unitats ja encarregades. Immediatament es va aprovar un pla de rearmament naval de 200.000 tones denominat "Esperança i determinació" i es van encarregar a Anglaterra 6 cuirassats, 4 creuers armats, 2 creuers lleugers, 16 destructors i 10 torpediners. Altres unitats van ser encarregades a França, Itàlia i fins i tot Alemanya i els EUA. Al Japó es va començar la construcció accelerada de 10 torpeders i 8 destructors. Es va començar un programa d'ensinistrament del personal de la Marina Imperial Japonesa de 15.100 homes fins a incrementar-se a 40.800 mariners i oficials.
En considerar que la penetració russa a Corea i Manxúria suposava un risc per a la seva seguretat nacional, el Japó va exigir a Rússia que abandonés Manxúria, en compliment dels acords de 1900. Rússia va dilatar les converses diplomàtiques durant dos anys i el Japó, fart d'esperar en va una resposta, va trencar les relacions diplomàtiques el 6 de febrer de 1904.
El recent modernitzat Exèrcit Imperial Japonès es trobava més que preparat per enfrontar-se a les forces que Rússia havia estacionat a Àsia a l'inici de la contesa, que representaven només una petita part de les tropes del tsar.

#### Campanya de 1904
Per al 1904, el Japó ja comptava amb una sèrie de bases logístiques distribuïdes pel Mar Groc i a més amb unitats navals de primera mà, a diferència de Rússia que només tenia dues bases molt distants i estratègicament desubicades: Port Arthur (Xina) i Vladivostok, així com unitats navals ja antiquades. La batalla de Chemulpo va ser una batalla naval que es va lliurar el 9 de febrer de 1904 en el port del mateix nom, a Corea.
L'objectiu japonès era Port Arthur (avui Lüshunkou, Xina), situat a la península de Liaotung, al sud de Manxúria, que havia estat fortificat per convertir-lo en una base naval major pels russos. Els japonesos necessitaven controlar el mar per enfrontar-se a una hipotètica guerra al continent asiàtic. D'aquesta manera, el seu primer objectiu militar va ser neutralitzar la flota russa ancorada a Port Arthur. La nit del 8 de febrer, la flota japonesa, sota el comandament de l'almirall Heihachiro Togo, va obrir foc torpedinant sense previ avís els vaixells russos a Port Arthur, danyant seriosament dos cuirassats russos. Els combats de la batalla de Port Arthur es van desenvolupar l'endemà. Van seguir una sèrie d'accions navals indecises, en les quals els japonesos van ser incapaços d'atacar amb èxit la flota russa protegida pels canons terrestres de la badia, i els russos declinaven abandonar la badia cap a mar obert, escapçats per la mort de l'almirall Stepán Makárov el 13 d'abril. Aquestes accions van proporcionar cobertura per un desembarcament japonès prop de Incheon a Corea. Després del desembarcament, van envair Seül i van ocupar ràpidament la resta de la península. Per a finals d'abril, l'exèrcit japonès al comandament de Kuroki Itei es preparava per travessar el riu Yalu, a l'interior de la Manxúria ocupada pels russos.
En contrapunt a l'estratègia japonesa d'aconseguir victòries ràpides per controlar Manxúria, l'estratègia russa es va enfocar en accions defensives destinades a guanyar temps perquè els reforços arribessin via Ferrocarril Transsiberià. L'1 de maig esclata la batalla del riu Yalu, en la qual les tropes japoneses prenen per assalt una posició russa després de travessar el riu sense oposició. Va ser la primera batalla terrestre de la guerra. Les tropes japoneses van procedir a desembarcar a diversos punts de la costa manxuriana, obligant els russos a retrocedir a Port Arthur. Aquestes batalles, inclosa la batalla de Nanshan el 25 de maig, van estar marcades per les grans pèrdues japoneses en atacar posicions russes atrinxerades, però els russos van romandre passius i no van ser capaços de contraatacar.
Japó va començar un llarg setge de Port Arthur, fortament fortificat pels russos. A l'agost part de la flota russa va intentar escapar de Port Arthur en direcció a Vladivostok, però va ser interceptada i derrotada en la batalla del Mar Groc. La resta dels vaixells va romandre a Port Arthur, on van ser enfonsats lentament per l'artilleria japonesa. Els intents per socórrer la ciutat des del continent també van fracassar, i després de la batalla de Liaoyang (24 d'agost - 5 de setembre de 1904), els russos es van retirar a Shenyang. L'exèrcit japonès va infligir una nova derrota als russos en el riu Cha-ho (5 d'octubre - 18 d'octubre de 1904).

#### Campanya de 1905
Port Arthur va caure finalment el 2 de gener de 1905, després d'una sèrie d'assalts brutals i gran quantitat de baixes en ambdós bàndols. Amb les espatlles cobertes, l'exèrcit japonès va pressionar cap al nord de Manxúria. Després de l'Incident de Mukden (21 febrer-10 març de 1905), expulsen als russos de Shenyang.
Mentrestant, Rússia havia enviat la flota del Mar Bàltic al comandament de l'almirall Rojdestvenski cap a Àsia, vorejant el Cap de Bona Esperança. El 21 d'octubre de 1904, mentre navegava en aigües britàniques (un aliat del Japó però neutral en aquesta guerra), va provocar l'incident de Dogger Bank en disparar sobre bots pesquers als quals els russos van confondre amb llanxes torpederes. El viatge es va demorar tant que l'almirall Togo va fer plans per interceptar a la flota del Bàltic abans que pogués recalar a Vladivostok. Les esquadres es van trobar en la batalla de Tsushima, en l'estret del mateix nom entre Corea i Japó, el 27 de maig de 1905. Durant la batalla, que va durar fins al 29 de maig, la flota japonesa, numèricament inferior però més moderna i amb més velocitat i abast de foc, va bombardejar la flota russa sense pietat, destruint els seus vuit cuirassats. La flota japonesa comptava entre d'altres amb dos cuirassats comprats a l'Argentina: el Mariano Moreno(anomenat Nisshin) i el Bernardino Rivadavia (anomenat Kasuga), així com un creuer comprat a Xile: el "Esmeralda" (rebatejat "Izumi").
El comandament rus a l'Extrem Orient, format per l'almirall Alexéyev i el general Kuropátkin, era incompetent i les seves tropes, insuficients. Els reforços arribaven des de la Rússia europea en el ferrocarril Transsiberià de via única, molt lent i interromput a l'altura del llac Baikal. Aquestes i altres raons, com l'atac per sorpresa del Japó, van implicar que la guerra resultés en una sorprenent victòria japonesa, la qual cosa el va convertir en una potència mundial a tenir en compte.
Rússia es veu obligada a negociar. El resultat: la humiliació d'una nació occidental. Es conclou un armistici entre els dos governs: encara que els russos es troben molt debilitats per la Revolució de 1905, les finances japoneses estan totalment esgotades i l'imperi Japonès ja no disposa dels mitjans per destruir completament el gruix de les tropes russes de l'Extrem Orient. S'organitza una conferència de pau a Portsmouth (EUA) el 5 de setembre de 1905, gràcies a la mediació del president nord-americà Theodore Roosevelt. Les clàusules contenen les següents estipulacions: Rússia ha de reconèixer la preeminència dels interessos del Japó a Corea; cedeix el vencedor l'arrendament de la península de Liaodong, la seva base de Port Arthur, el ferrocarril meridional de Manxúria i la meitat sud de l'illa de Sakhalín. Els dos països, de comú acord, es comprometen a restituir Manxúria a la Xina. Tot i la insistència del Japó, no es preveu cap indemnització.
El descontentament popular a Rússia, seguit de la derrota, va portar a la Revolució de 1905. La guerra va acabar gràcies a la mediació dels EUA. El descontentament japonès davant l'absència d'adquisicions territorials va conduir a una erosió dels bons sentiments cap als Estats Units, constituint la llavor per al futur conflicte amb el país americà.
La derrota de Rússia va ser rebuda amb commoció a Occident, especialment a través d'Àsia. Que un país no occidental pogués derrotar a un conflicte bèl·lic a un poder establert va resultar particularment inspirador per a diversos moviments independentistes anticolonials al voltant del món. Aquesta guerra ha estat anomenada la "fi del mite de l'Home Blanc". Enfront del racisme de l'època, suposadament per primera vegada, una nació "blanca" era vençuda per una altra raça.
Després d'aquesta guerra, l'imperi Nipó va adquirir gràcies a la seva Armada Imperial un prestigi nacional i internacional en el naval i militar que durà fins a la Segona Guerra Mundial.
Durant la contesa, l'exèrcit japonès va tractar bé als civils i presoners de guerra, sense disposar de la brutalitat i atrocitats que varen ser àmpliament difoses durant la Segona Guerra Mundial. Els historiadors japonesos pensen que aquesta guerra va ser un punt decisiu per al Japó i una clau per entendre per què van fallar militar i políticament.

### L'Imperi Rus a la I Guerra Mundial
El 1914 i després de l'assassinat de l'Arxiduc d'Àustria-Hongria Francesc Ferran d'Àustria és assassinat amb la seva dona, Sofia Chotek von Chotkowa, el que provoca l'esclat de la primera guerra mundial, en la qual Rússia es va unir al bàndol aliat, llavors l'Imperi Rus tenia una extensió de més de 23 milions de quilòmetres quadrats i una població aproximada de 171 milions d'habitants amb un creixement demogràfic d' 1,8% anual. El govern tsarista va manar a mobilitzar més de 8 milions d'homes superant a l'exèrcit alemany (Alemanya tenia llavors al voltant de 50 milions d'habitants aproximadament, amb un creixement demogràfic de l'1% anual) que només tenia 3 milions (dos terços d'aquest exèrcit estava en el front francès) amb la qual cosa només tenien 1 milió d'homes per al front oriental, és a dir l'exèrcit rus superava l'alemany en 8 a 1, però l'exèrcit rus no estava ben entrenat per a la guerra, això va estar marcat en la batalla de Tanneberg on 250.000 alemanys van vèncer 700.000 soldats russos, i no és de sorprendre els oficials van enviar a la guerra de cada 2 soldats un tenia arma i l'altre havia d'esperar que matessin al que tenia l'arma perquè aquell la pogués agafar, i també dels que tenien rifle la meitat estaven carregats i els altres descarregats, cosa que va suposar una terrible carnisseria en els boscos de Tanneberg, i així durant tota la resta de la guerra els russos no van fer més de retrocedir.
El 1915 els alemanys tornen a derrotar les forces russes en la 2a batalla dels Llacs Masurians el que va provocar un descontentament social a Rússia.
El 1917 després de diversos fracassos en el front, van aparèixer moviments revolucionaris marxistes, el govern va haver de desprotegir el front per detenir els insurrectes, això va ser aprofitat per les forces germanes i van avançar ràpidament a través de territori Rus. El 1917 després de la revolució d'octubre el nou govern Bolxevic signa un tractat de pau amb els alemanys amb el tractat de Brest-Litovsk posant fi a la participació russa a la I Guerra Mundial.

## Països postimperials

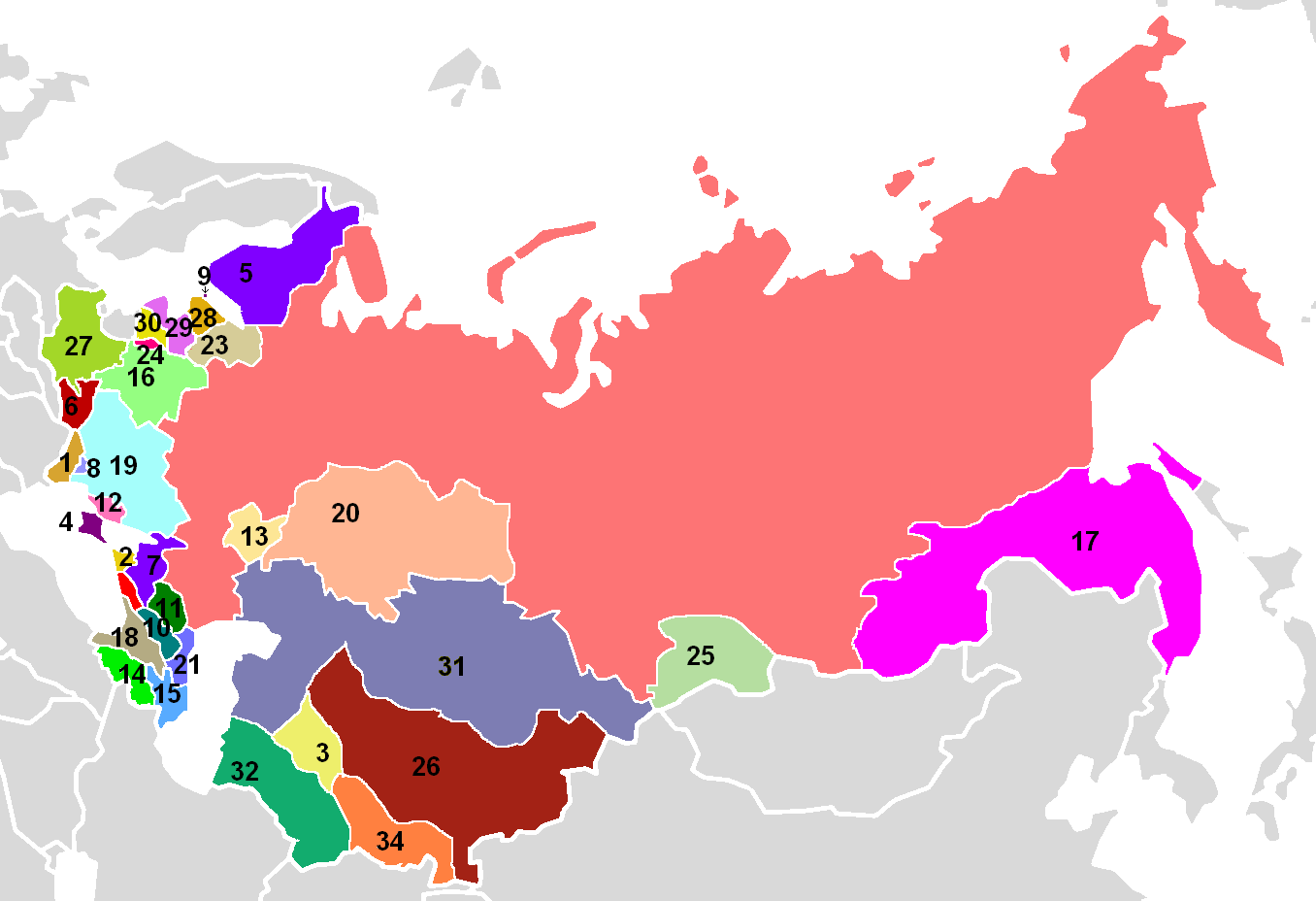
Països successors a l'Imperi Rus. Estats numerats: 1. República Soviètica Socialista de Bessaràbia
2. República Soviètica del Mar Negre
3. República Popular Soviètica de Jiva
4. República Autònoma Soviètica Socialista de Crimea
5. República de Finlàndia
6. República Soviètica Socialista de Galítsia
7. República Soviètica del Kuban
8. República Autònoma Soviètica Socialista de Moldàvia
9. República Soviètica de Naissa
10. República Soviètica Muntanyenca
11. República Soviètica de Stavropol
12. República Soviètica de Tàurida
13. República Autònoma dels Alemanys del Volga
14. República Democràtica d'Armènia
15. República Democràtica de l'Azerbaidjan
16. República Nacional Belarussa
17. República de l'Extrem Orient
18. República Democràtica de Sakartvelos
19. República Popular d'Ucraïna
20. Estat del Volga-Ural
21. Imamato del Daguestan
22. Província Autònom Karakalpaquio
23. Íngria del Nord
24. República de Lituània Central
25. República Popular de Tuva
26. República Autònoma Soviètica Socialista túrquida
27. Segona República Polonesa
28. República d'Estònia
29. República de Letònia
30. República de Lituània
31. República Popular Kirguizia
32. República Popular turcmana
33. República Soviètica Socialista del Turquestan
34. República Popular Soviètica de Bukharà
35. República Socialista Federativa Soviètica de Rússia
36. República Soviètica d'Odessa, la precursora de la República Soviètica Socialista de Bessaràbia

En aquesta secció s'enumeren tots els països que es van formar del territori imperial rus. Aquests països es van crear a partir de la caiguda del govern de l'Imperi Rus, un exemple semblant són les Repúbliques de la Unió Soviètica que es van separar en 16 Repúbliques més petites, però en aquesta no era un govern i tots els seus ideals els que queien, sinó que alhora queien molts grups ètnics, pensaments revolucionaris i ressentiment, tot això es va unir i va tenir com a conseqüència la revolució i les agrupacions que després formarien als nous estats predecessors als actuals.